# Maldivas
Las Maldivas, oficialmente la República de Maldivas  [1] (maldivo: ދިވެހިރާއްޖޭގެ ޖުމުހޫރިއްޔާ, Dhivehi Raajje Jumhooriyyaa), es un país soberano insular situado en el océano Índico, cuya forma de gobierno es la república presidencial. Su territorio está organizado en 26 atolones. Su capital y ciudad más poblada es Malé, con una población de 103 693 habitantes.
El país está constituido por unas 1200 islas, de las cuales 203 están habitadas. El territorio se encuentra en pleno océano Índico, al sudoeste de Sri Lanka y a 450 km de la India y es considerado un microestado pues posee una superficie de 298 kilómetros cuadrados.
Es el país menos poblado de Asia y el menos poblado entre los países de mayoría musulmana. También es el que presenta la altitud máxima menos elevada del mundo, a 2,3 m, una característica que lo hace particularmente vulnerable a la subida del nivel del mar. Posee un clima tropical y húmedo con una precipitación aproximada de 2000 mm al año. 
El islam, que fue introducido en 1153, es la religión predominante y oficial. Fue una colonia portuguesa (1558), holandesa (1654) y británica (1887). En 1953 intentó establecerse una república pero pocos meses después se reimpuso el sultanato. Obtuvo la independencia en 1965 y en 1968 fue reinstaurada la república. 
Con el nuevo gobierno en ejercicio desde 2018 el país dio un giro en su política exterior dando su apoyo a Arabia Saudita al romper relaciones con Irán y al reincorporarse a la Mancomunidad de Naciones en 2020 de la cual se había retirado en 2016.

## Etimología
Según las leyendas, los primeros pobladores de Maldivas eran personas conocidas como Dheyvis. El primer reino de las Maldivas era conocido como Dheeva Maari. Durante la visita de emisarios del siglo III a. C., se observó que las Maldivas eran conocidas como Dheeva Mahal.
Entre 1100 y 1166, el erudito y polímata al-Biruni (973-1048) llamó a Maldivas Diva Kudha y al archipiélago de Laquedivas, que formaba parte de Maldivas, Diva Kanbar.
El nombre Maldivas también puede derivar del sánscrito माला mālā (guirnalda) y द्वीप dvīpa (isla), o මාල දිවයින Maala Divaina ("Islas del collar") en cingalés. El pueblo maldivo se llama Dhivehin. La palabra Dheeb/Deeb (Dhivehi arcaico, relacionado con el sánscrito द्वीप, dvīpa) significa "isla", y Dhives (Dhivehin) significa "isleños" (es decir, maldivos). En tamil, "Guirnalda de islas" puede traducirse como Maalai Theevu (மாலைத்தீவு).
La antigua crónica de Sri Lanka Mahawamsa se refiere a una isla llamada Mahiladiva ("Isla de las mujeres", महिलादिभ) en pali, que probablemente sea una traducción errónea de la misma palabra sánscrita que significa "guirnalda".
Jan Hogendorn, catedrático Grossman de Economía en el Colby College, teorizó que el nombre Maldivas deriva del sánscrito mālādvīpa (मालाद्वीप), que significa "guirnalda de islas". En malayalam, "Guirnalda de islas" puede traducirse como Maladweepu (മാലദ്വീപ്)
En kannada, "Guirnalda de islas" puede traducirse como Maaledweepa (ಮಾಲೆದ್ವೀಪ). [Ninguna de estas denominaciones se menciona en la literatura, pero los textos sánscritos clásicos que se remontan al periodo védico mencionan las "Cien mil islas" (Lakshadweepa), un nombre genérico que incluiría no sólo las Maldivas, sino también las Laccadives, las islas Aminidivi, Minicoy y los grupos de islas Chagos.
Los viajeros musulmanes medievales, como Ibn Battuta (bereber marroquí), llamaron a las islas Maḥal Dībīyāt (محل ديبية) a partir de la palabra árabe maḥal ("palacio"), que debe ser la forma en que el viajero bereber interpretó el nombre local, tras haber pasado por el norte de la India musulmana, donde se introdujeron palabras perso-árabes en el vocabulario local. [Este es el nombre actualmente inscrito en el pergamino del emblema del Estado de Maldivas. El nombre clásico persa/árabe de Maldivas es Dibajat. Los holandeses se referían a las islas como Maldivische Eilanden (pronunciado [mɑlˈdivisə ˈʔɛilɑndə(n)]), mientras que los británicos anglicizaron el nombre local de las islas primero a "Islas Maldivas" y más tarde a "Maldivas".
En un libro de conversaciones publicado en 1563, García da Orta escribe: "Debo decirle que he oído decir que los nativos no la llaman Maldiva sino Nalediva. En la lengua malabar nale significa cuatro y diva isla. De modo que en esa lengua la palabra significa "cuatro islas", mientras que nosotros, corrompiendo el nombre, la llamamos Maldiva".

## Historia
Estudios comparados de las tradiciones y costumbres orales, lingüísticas y culturales confirman que los primeros pobladores del archipiélago fueron pueblos dravídicos de Kerala, principalmente pescadores de la costa sudoeste de India y del litoral occidental de Sri Lanka.
Entre las primeras comunidades con esas características se encuentra el pueblo giraavaru descendiente de antiguos tamiles. Se le menciona en efecto en antiguas leyendas y en el folklore sobre la fundación de la ciudad y reino Malé, y existe asimismo un fuerte componente tamil en la población y cultura de las Maldivas. También los gujaratis se encuentran probablemente entre los primeros pobladores de las islas, provenientes de Guyarat a comienzos de la cultura del valle del Indo. Los cuentos jatakas y puranas revelan importantes trazas del comercio marítimo sostenido por esos grupos. También es posible que se hayan presentado migraciones provenientes del Sureste Asiático.
Entre los siglos VI y V a. C. llegaron a las islas los cingaleses, descendientes del príncipe en el exilio de Kalinga, Vijaya de Sri Lanka, provenientes de los reinos de Orissa y Sinhapura en el noroeste de India. Según el poema histórico Mahavansa, uno de los barcos en los que zarpó el monarca llegó al archipiélago, y otras fuentes hablan de viajes de sus pobladores a las islas. Su establecimiento en Sri Lanka y algunas de las Maldivas marcan un cambio importante en la demografía y el desarrollo del idioma dhivehi.

### Historia antigua
Entre los siglos VI y V a. C., las Maldivas ya tenían sus reinos. El país tiene una historia establecida de más de 2500 años, según las pruebas históricas y las leyendas. Los primeros pobladores de las Maldivas fueron probablemente gujaratis, que llegaron y se asentaron en Sri Lanka hacia el año 500 a. C. Las pruebas de la influencia cultural del norte de la India pueden deducirse de los métodos de construcción de barcos y de las monedas de plata marcadas con punzón.

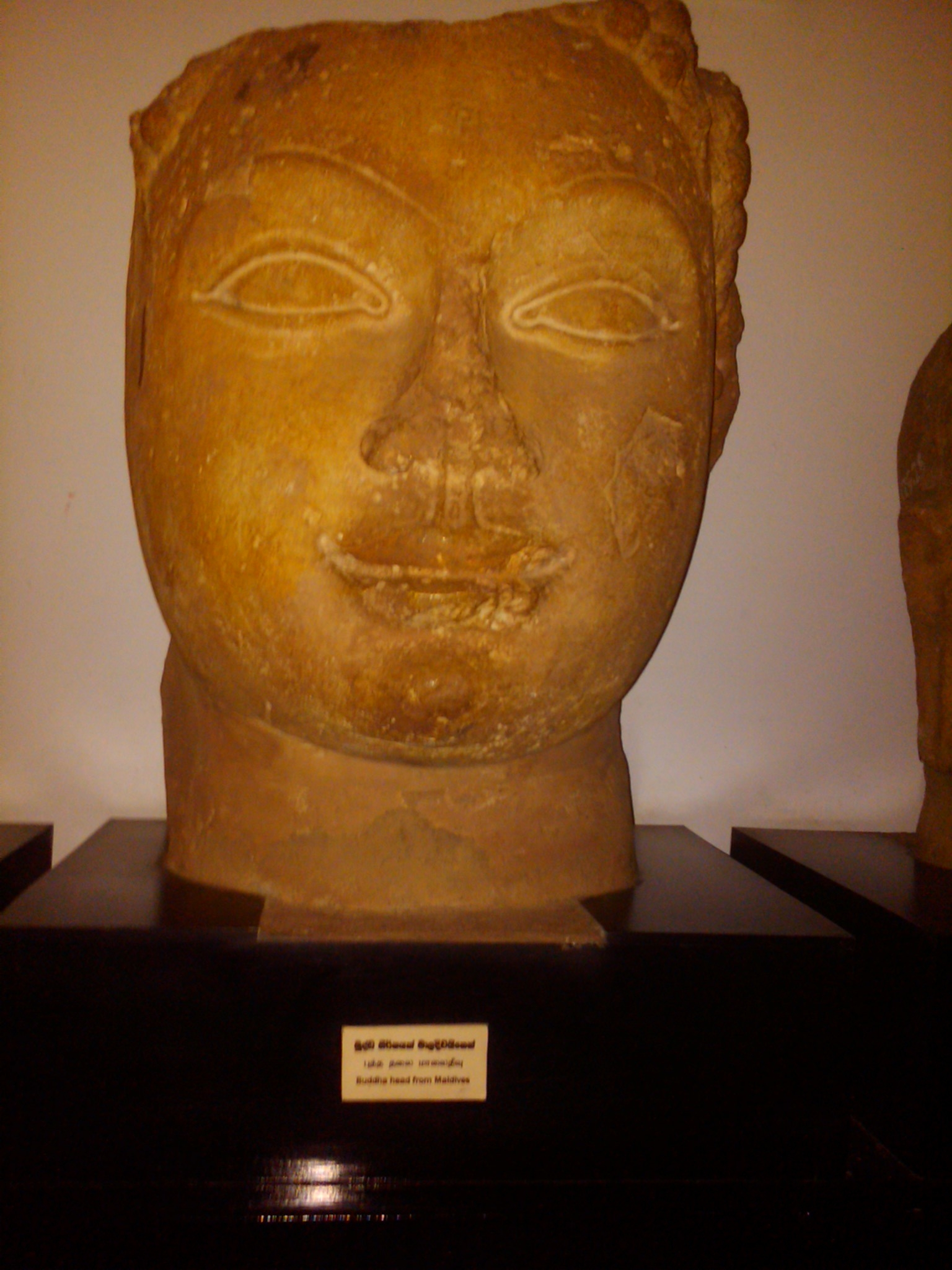
Escultura Budista de Maldivas

El Mahāvaṃsa (300 a. C.) tiene constancia de que personas de Sri Lanka emigraron a las Maldivas. Partiendo de la base de que las conchas de cauri proceden de las Maldivas, los historiadores creen que pudo haber gente viviendo en las Maldivas durante la civilización del valle del Indo (3300-1300 a. C.). Varios artefactos muestran la presencia del hinduismo en el país antes del periodo islámico.
Según el libro Kitāb fi āthār Mīdhu al-qādimah (كتاب في آثار ميذو القديمة) (Sobre las antiguas ruinas de Meedhoo), escrito en el siglo XVII en árabe por Allama Ahmed Shihabuddine (Allama Shihab al-Din) de Meedhoo, en el atolón de Addu, los primeros pobladores de las Maldivas eran personas conocidas como Dheyvis. [Procedían del Kalibanga, en la India. Se desconoce la época de su llegada, pero fue antes del reino del emperador Asoka, en 269-232 a. C. El relato de Shihabuddin concuerda notablemente con la historia registrada del sur de Asia y con la del documento de cobre de las Maldivas conocido como Loamaafaanu.
Los Maapanansa, las planchas de cobre en las que se registraba la historia de los primeros reyes de Maldivas de la dinastía solar, se perdieron muy pronto.
Una noticia del siglo IV escrita por Ammianus Marcellinus (362 d. C.) habla de los regalos enviados al emperador romano Juliano por una delegación de la nación de Divi. El nombre Divi es muy similar al de Dheyvi, que fueron los primeros pobladores de Maldivas.
La historia antigua de Maldivas se cuenta en las planchas de cobre, las antiguas escrituras grabadas en artefactos de coral, las tradiciones, la lengua y las diferentes etnias de los maldivos.
Los primeros maldivos no dejaron ningún artefacto arqueológico. Sus edificios se construyeron probablemente con madera, hojas de palmera y otros materiales perecederos, que se habrían descompuesto rápidamente con la sal y el viento del clima tropical. Además, los jefes o los dirigentes no residían en elaborados palacios de piedra, ni su religión exigía la construcción de grandes templos o recintos.
Los estudios comparativos de las tradiciones orales, lingüísticas y culturales de Maldivas confirman que los primeros pobladores eran personas procedentes de las costas meridionales del vecino subcontinente indio, incluido el pueblo Giraavaru, mencionado en antiguas leyendas y en el folclore local sobre el establecimiento de la capital y el gobierno real en Malé.
En la sociedad maldiva pervive una fuerte capa subyacente de las culturas dravídica y del norte de la India, con un claro sustrato elu en la lengua, que también aparece en los nombres de los lugares, los términos de parentesco, la poesía, la danza y las creencias religiosas. El sistema del norte de la India fue traído por los cingaleses originales desde Sri Lanka. La cultura marinera malabar y pandya propició el asentamiento de las islas por parte de marinos tamiles y malabares.

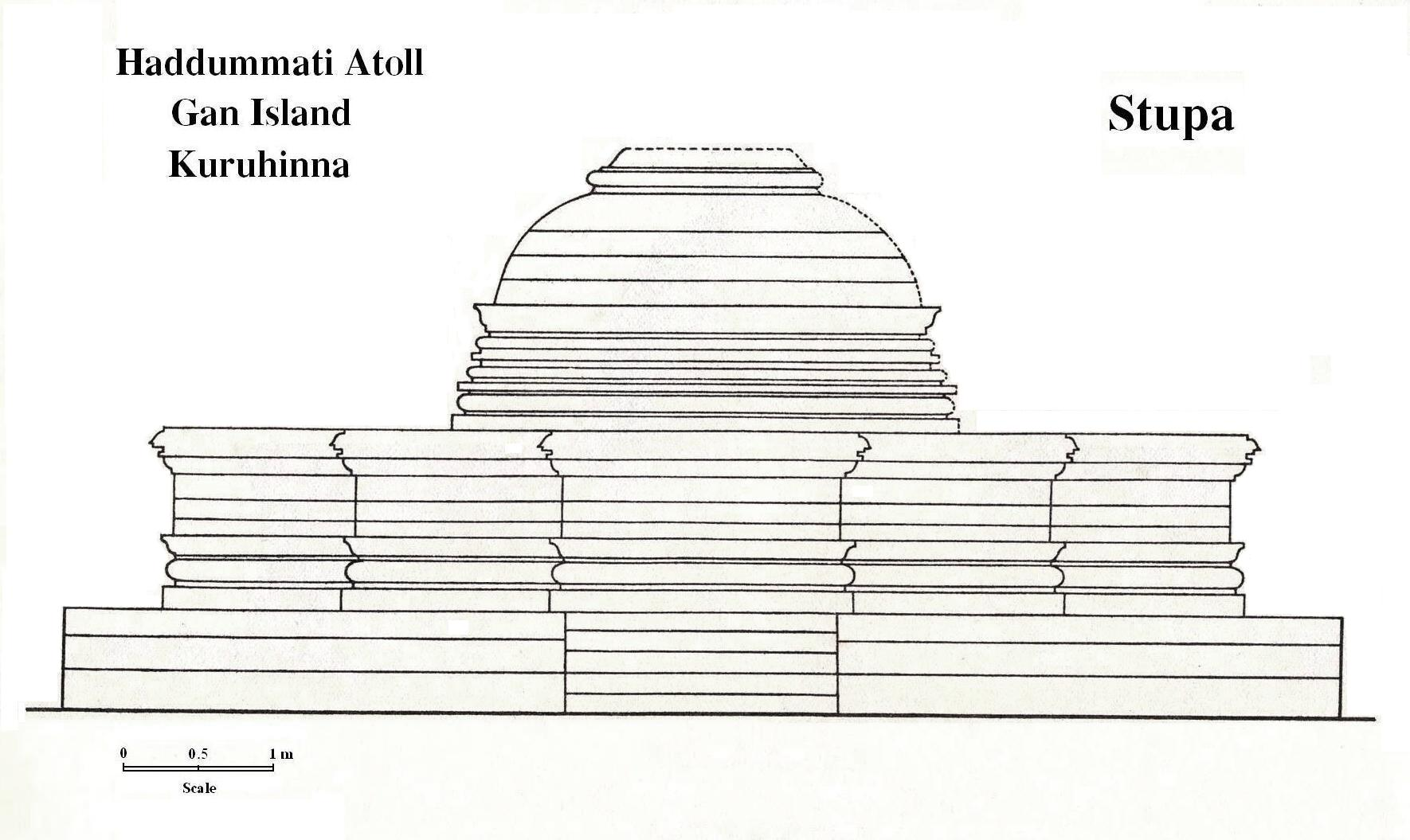
La estupa budista de Kuruhinna en la isla de Gan en el Atolón Laamu.

Las islas Maldive se mencionan en la antigua literatura tamil Sangam como "Munneer Pazhantheevam" o "Antiguas islas de los tres mares".

### Reino budista
El budismo llegó a las Maldivas en el siglo III a. C., durante el Imperio maurya, cuando el emperador Aśoka el Grande extendió su territorio a regiones de Afganistán y Asia Central, más allá de la frontera septentrional, lo mismo que hacia la meridional isla de Sri Lanka y Maldivas.
A pesar de que sólo se menciona brevemente en la mayoría de los libros de historia, el periodo budista de 1400 años tiene una importancia fundamental en la historia de las Maldivas. Fue durante este periodo cuando se desarrolló y floreció la cultura de las Maldivas, una cultura que sobrevive en la actualidad. La lengua maldiva, las primeras escrituras maldivas, la arquitectura, las instituciones gobernantes, las costumbres y los modales de los maldivos se originaron en la época en que las Maldivas eran un reino budista.

El budismo se extendió probablemente a las Maldivas en el siglo III a. C. , en la época de la expansión del emperador Ashoka, y se convirtió en la religión dominante del pueblo de las Maldivas hasta el siglo XII d. C. Los antiguos reyes maldivos promovieron el budismo, y los primeros escritos y logros artísticos de las Maldivas, en forma de escultura y arquitectura muy desarrolladas, proceden de ese periodo. Casi todos los restos arqueológicos de las Maldivas proceden de estupas y monasterios budistas, y todos los artefactos encontrados hasta la fecha muestran una iconografía budista característica.

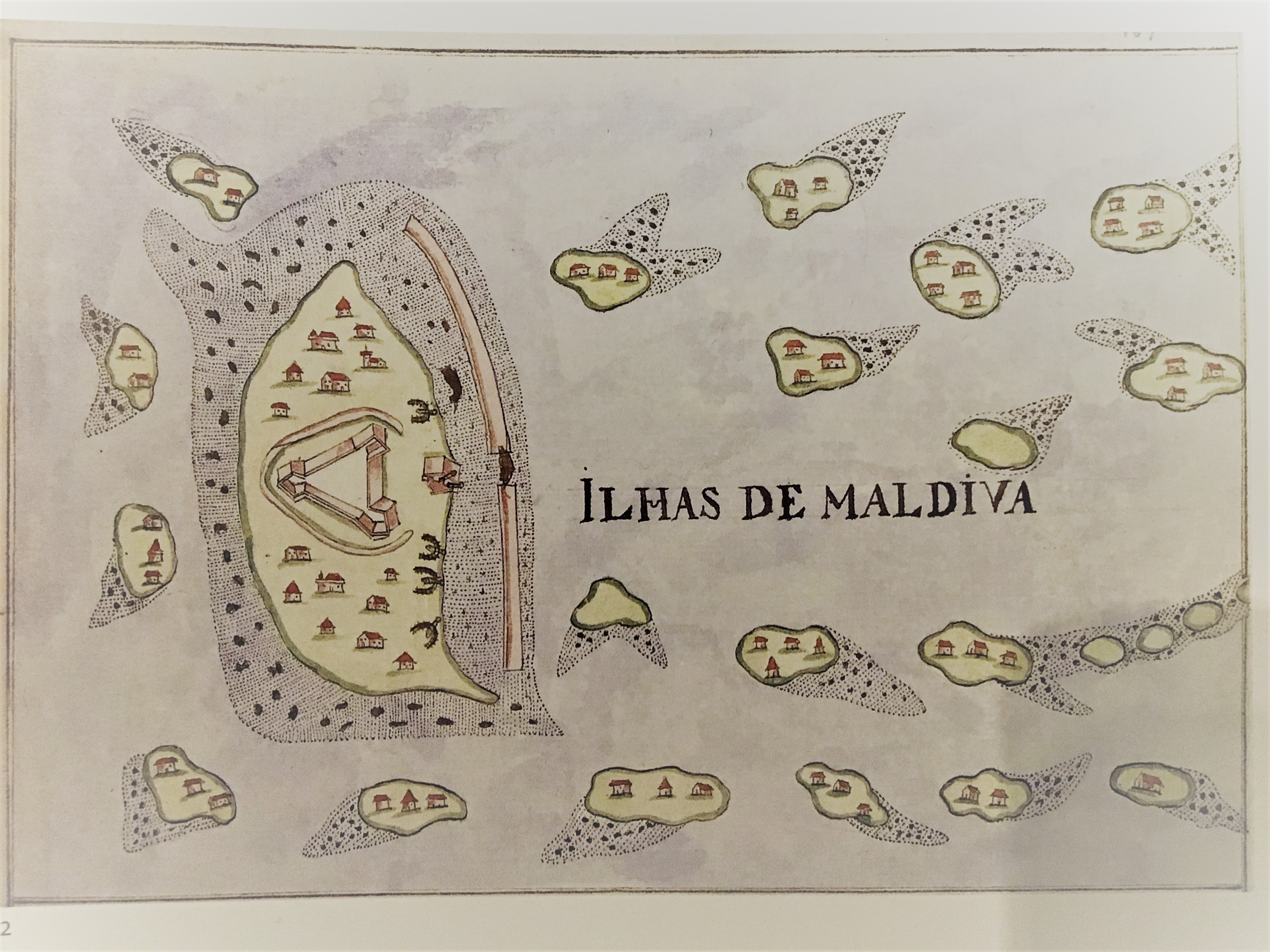
Dibujo portugués del de la fortaleza de Maldivas (Ilhas de Maldiva)

Los templos budistas (e hindúes) tenían forma de mandala. Están orientados según los cuatro puntos cardinales con la puerta principal hacia el este. El historiador local Hassan Ahmed Maniku contó hasta 59 islas con yacimientos arqueológicos budistas en una lista provisional que publicó en 1990.

### Colonización portuguesa y neerlandesa
Entre 1550 y 1552 durante el Reinado de Sultán Ḥasan IX (conocido después como Dom Manoel) este renunció al Islam a los dos años y medio de su reinado y dejó las Maldivas para ir a la India, donde se casó con una mujer cristiana en Goa. Su apostasía y su alianza con los portugueses fue utilizada por éstos para lanzar una serie de expediciones para imponer el control del Imperio Portugués sobre las Maldivas.
El sultán envió en 1552 un barco portugués a Malé con instrucciones de que los Ministros y Jefes fuesen llevados a Cochin. El barco es apresado y todos los que iban a bordo son asesinados. Una segunda expedición armada de Cochin sufrió el mismo destino.
En 1558 los portugueses establecieron una pequeña guarnición con un Viador (Viyazoru), o supervisor de una fábrica (puesto comercial) en las Maldivas, que administraban desde su colonia principal en Goa. Sus intentos de imponer el cristianismo católico provocaron una revuelta local dirigida por Muhammad Thakurufaanu al-A'uẓam y sus dos hermanos, que quince años después expulsó a los portugueses de las Maldivas. Este acontecimiento se conmemora ahora como Día Nacional.
Ese mismo año el Sulṭán Alí VI, fue asesinado con solo dos años y medio de reinado mientras defendía Malé contra los colonizadores portugueses.
En 1573 se produce la expulsión de los portugueses. Ghazi Muḥammad Bodu Takurufānu, refugiado en Kolufuri, forma una fuerza expedicionaria que libra a las islas de los portugueses y mata a Andiri Andiri que se había proclamado Sultán en 1558 y bajo el cual los cristianos enviados a cada atolón actuaban como jefes.

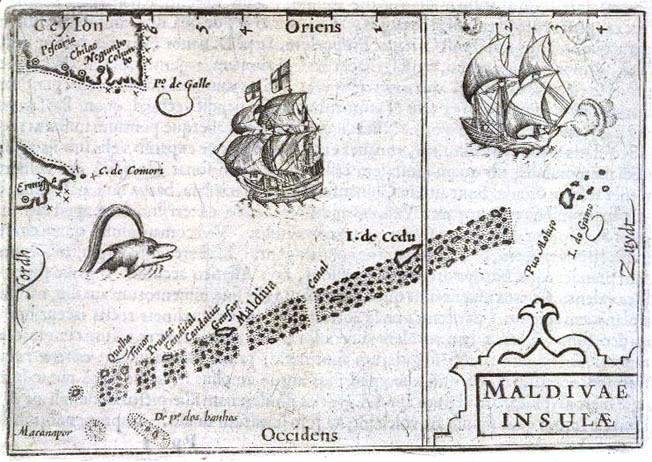
Mapa Neerlandés de las Islas Maldivas (Maldivae Insulae) en 1598 (publicado en su versión en latín en 1602)

En 1625 los portugueses regresan a las islas con la intención de recuperar el territorio; los locales rechazan con éxito el ataque a Malé de una armada portuguesa de 15 barcos al mando de Domingos Ferreyra Belliyagu. Tras lo cual Muhammed 'Imad al-Dīn I compra 12 cañones y encarga la construcción de un fuerte y otras obras defensivas, incluido un rompeolas para proteger las embarcaciones maldivas.
En 1649 Los ataques de los portugueses y del Alí Raja de Cannanore contra los maldivos son rechazados, poniendo fin a los pagos anuales a Ali Raja y a los portugueses.
A mediados del siglo XVII, los holandeses, que habían sustituido a los portugueses como potencia dominante en Ceilán, establecieron una hegemonía sobre los asuntos maldivos sin implicarse directamente en los asuntos locales, que se regían según costumbres islámicas centenarias.

### Protectorado británico (1796-1965)
Los británicos expulsaron a los holandeses de Ceilán en 1796 e incluyeron a Maldivas como protectorado británico. El estatus de Maldivas como protectorado británico quedó registrado oficialmente en un acuerdo de 1887 en el que el sultán aceptaba la influencia británica sobre las relaciones exteriores y la defensa de Maldivas, al tiempo que conservaba el gobierno local, que seguía siendo regulado por las instituciones tradicionales musulmanas a cambio de un tributo anual. El estatus de las islas era similar al de otros protectorados británicos en la región del océano Índico, como Zanzíbar y los Estados de la Tregua.
En la época británica, los poderes del sultán fueron asumidos por el ministro principal, para disgusto del gobernador general británico, quien siguió tratando con el ineficaz sultán. En consecuencia, Gran Bretaña fomentó el desarrollo de una monarquía constitucional, y en 1932 se proclamó la primera Constitución. Sin embargo, los nuevos acuerdos no favorecieron ni al envejecido sultán ni al astuto ministro jefe, sino a una joven hornada de reformistas educados en Gran Bretaña. Como resultado, se instigó a las turbas furiosas contra la Constitución, que fue destrozada públicamente.
Maldivas siguió siendo un protectorado de la Corona británica hasta 1953, cuando se suspendió el sultanato y se declaró la Primera República bajo la efímera presidencia de Muhammad Amin Didi. Mientras ejercía de primer ministro en la década de 1940, Didi nacionalizó la industria de exportación de pescado. Como presidente, se le recuerda como reformador del sistema educativo y promotor de los derechos de la mujer. Los conservadores de Malé acabaron destituyendo a su gobierno, y durante una revuelta por la escasez de alimentos, Didi fue golpeado por una turba y murió en una isla cercana.
A partir de la década de 1950, la historia política de las Maldivas estuvo muy influenciada por la presencia militar británica en las islas. En 1954, la restauración del sultanato perpetuó el dominio del pasado. Dos años más tarde, el Reino Unido obtuvo permiso para restablecer su aeródromo de la RAF Gan en el atolón de Addu, el más meridional, con a cientos de lugareños. Sin embargo, en 1957, el nuevo primer ministro, Ibrahim Nasir, pidió una revisión del acuerdo. Nasir fue desafiado en 1959 por un movimiento secesionista local en los tres atolones más meridionales que se beneficiaban económicamente de la presencia británica en Gan. 
Este grupo cortó los lazos con el gobierno de Maldivas y formó un estado independiente, la República Unida de Suvadive, con Abdullah Afif como presidente y Hithadhoo como capital. Un año más tarde, la república de Suvadive se desintegró después de que Nasir enviara lanchas cañoneras desde Malé con la policía del gobierno, y Abdulla Afif se exilió. Mientras tanto, en 1960 las Maldivas habían permitido al Reino Unido seguir utilizando tanto las instalaciones de Gan como las de Hithadhoo durante un periodo de treinta años, con el pago de 750 000 libras esterlinas durante el periodo de 1960 a 1965 para el desarrollo económico de las Maldivas. La base se cerró en 1976 como parte de la retirada más amplia de las fuerzas británicas estacionadas permanentemente "al este de Suez".

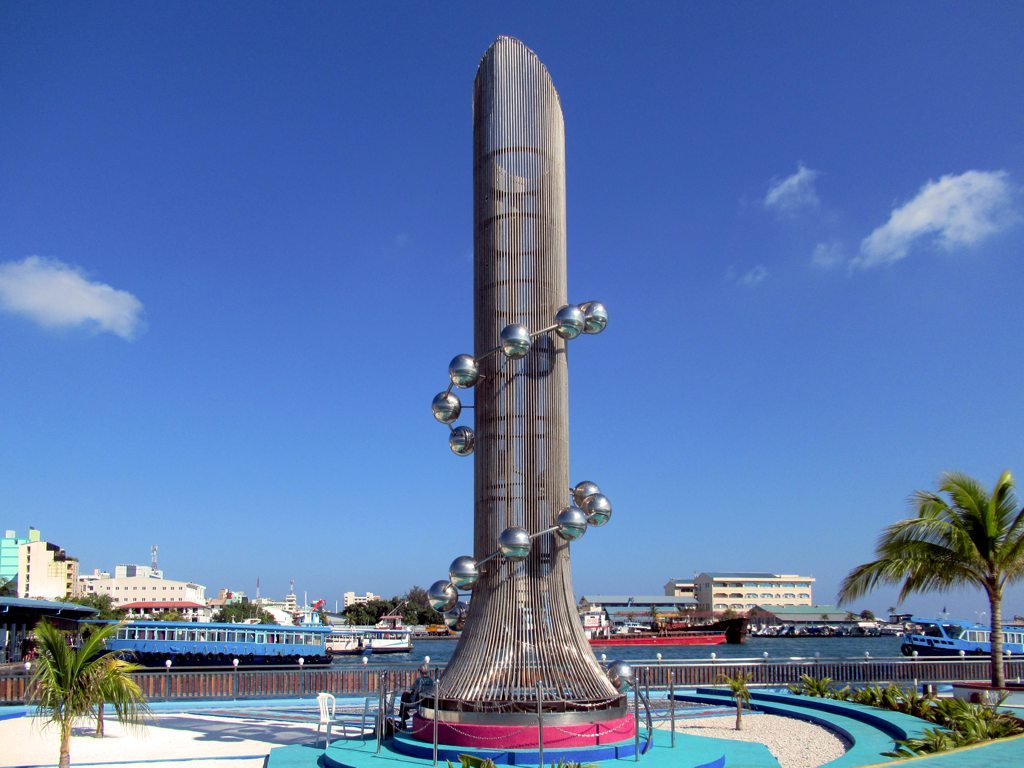
Monumento a las victimas del tsunami de 2004

### Independencia
La independencia del Reino Unido se obtuvo en 1965, tras de la cual prosiguió tres años más el sultanato existente desde 1153. El 11 de noviembre de 1968 fue abolido de facto y reemplazado por una república.
El 26 de diciembre de 2004, las islas fueron devastadas por un tsunami, que siguió al terremoto del océano Índico de 2004,  que causó olas de hasta 4,5 metros de altura e inundó el país casi por completo. Al menos ochenta y dos personas murieron, incluyendo seis extranjeros, y la infraestructura se destruyó por completo en 13 islas habitadas y veintinueve de las islas turísticas.

## Gobierno y política

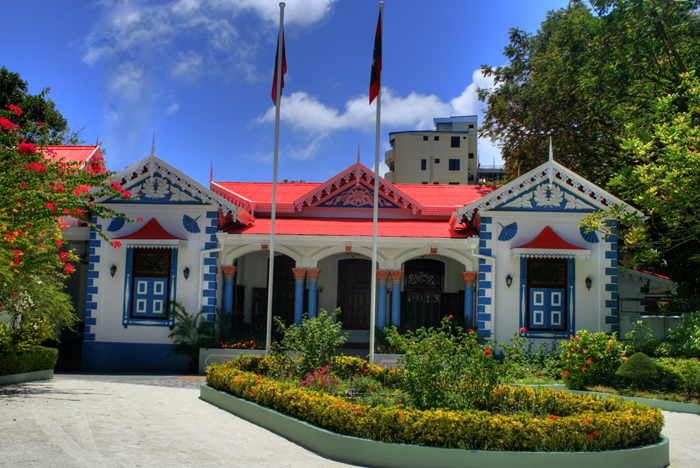
Muliaa'ge es el Palacio presidencial en Malé, capital de las Maldivas.

Maldivas es una república presidencialista, es decir, donde el presidente es jefe de Estado y de gobierno. El presidente es elegido para cinco años, por voto secreto del parlamento y refrendado después por un referéndum.
El poder legislativo lo ostenta un parlamento unicameral, la Majlis de Maldivas, compuesta por cincuenta miembros, cuarenta y dos elegidos por sufragio universal y ocho nombrados por el presidente. Se renueva cada cinco años.
Hasta 2005 las Maldivas tenían un sistema unipartidista dominado por el Partido Dhivehi Rayyithunge. Ese año se legalizaron los partidos políticos, siendo el Partido Demócrata de Maldivas el principal referente opositor. El 29 de octubre de 2008, las primeras elecciones pluripartidistas del país dieron la victoria al antiguo preso político Mohamed Nasheed, triunfo que fue reconocido por el presidente Maumoon Abdul Gayoom, dando así paso a un profundo pero sereno cambio de gobierno. El regreso por las urnas al régimen democrático fue ampliamente registrado y comentado por la prensa internacional.
El martes 7 de febrero de 2012, el presidente Mohamed Nasheed renunció a su cargo con motivo de las revueltas populares y el motín policial como consecuencia de la detención del juez supremo, simpatizante del anterior presidente del país, propulsor de las elecciones democráticas que conducirían a la presentación libre de varios partidos políticos y la separación en los tres poderes del Estado, ante una situación que se entiende como una vulneración del poder judicial en el país. El vicepresidente, Mohamed Waheed Hassan, asumió el poder tras la renuncia.
Dentro de sus acciones gubernamentales de mayor impacto se encuentra haber explorado la posibilidad de que en efecto el país desaparezca debido al calentamiento global, expresando la necesidad de prever un desplazamiento masivo de maldivos. Otra medida de relieve ha sido su iniciativa de eliminar a escala nacional prácticamente todas las emisiones de gases de efecto invernadero para 2020.
El país es parte de la Mancomunidad de Naciones.

### Relaciones exteriores

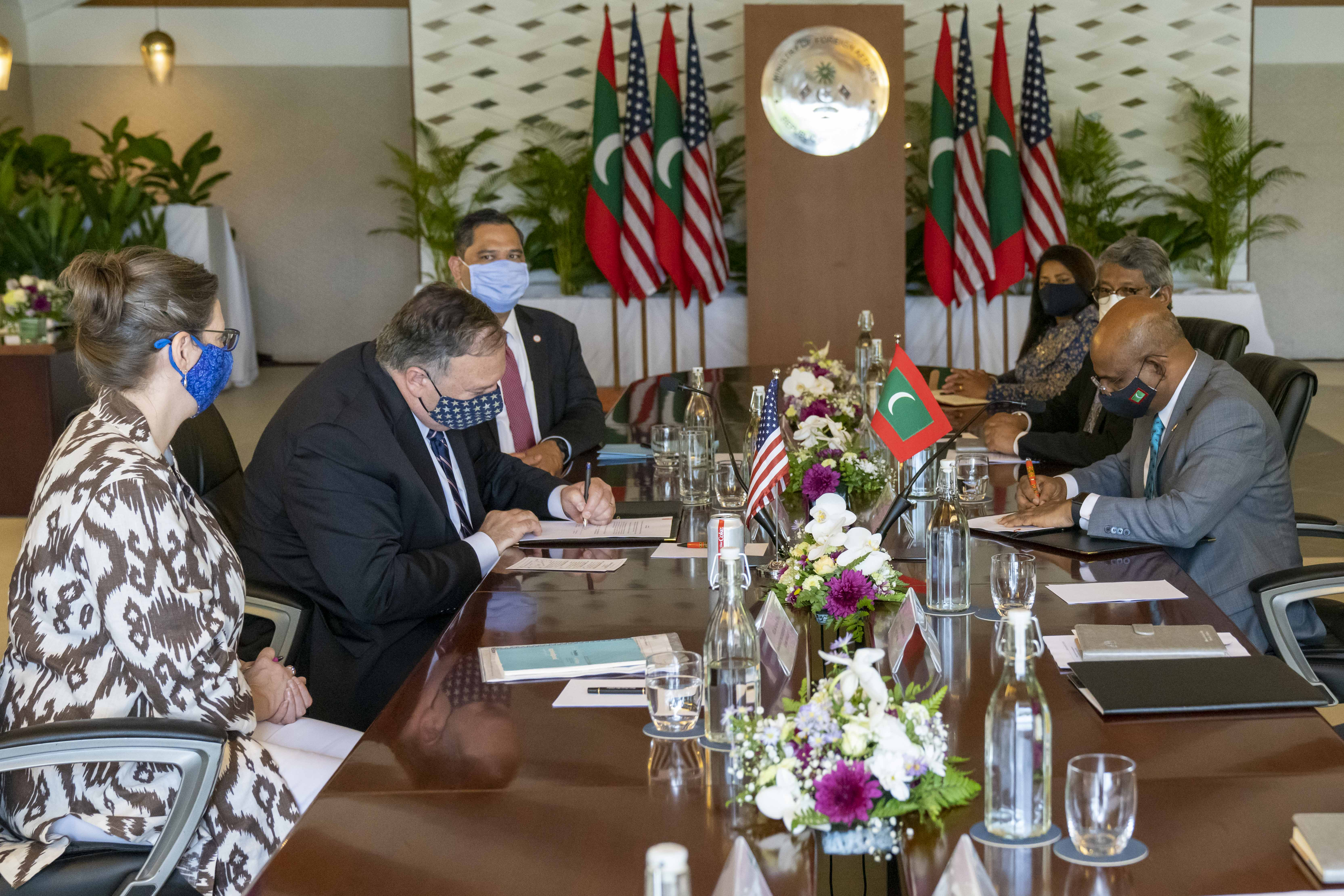
El Secretario de Relaciones Exteriores de Estados Unidos se reúne con el ministro de Asuntos Exteriores de Maldivas, en Malé

Desde 1996, Maldivas ha sido el observador oficial del progreso de la Comisión del océano Índico. En 2002, Maldivas empezó a manifestar su interés por la Comisión, pero hasta 2008 no había solicitado su adhesión. El interés de Maldivas está relacionado con su identidad como pequeño Estado insular, especialmente el desarrollo económico y la preservación del medio ambiente, y su deseo de estrechar relaciones con Francia, uno de los principales actores de la región de la COI.
Maldivas es miembro fundador de la Asociación del Sur de Asia para la Cooperación Regional (SAARC). La república entró en la Commonwealth en 1982, unos 17 años después de independizarse del Reino Unido. En octubre de 2016, Maldivas anunció su retirada de la Commonwealth en protesta por las acusaciones de abuso de los derechos humanos y el fracaso de la democracia Maldivas mantiene estrechos lazos con Seychelles y Mauricio, miembros de la Commonwealth. Maldivas y Comoras también son miembros de la Organización de Cooperación Islámica. Tras su elección como presidente en 2018, Ibrahim Mohamed Solih y su Gabinete decidieron que Maldivas solicitaría su reincorporación a la Commonwealth, y que la readmisión se produciría el 1 de febrero de 2020.

### Derechos humanos
En materia de derechos humanos, respecto a la pertenencia a los siete organismos de la Carta Internacional de Derechos Humanos, que incluyen al Comité de Derechos Humanos (HRC), Maldivas ha firmado o ratificado:
| Maldivas | Tratados internacionales  | Tratados internacionales | Tratados internacionales  | Tratados internacionales  | Tratados internacionales  | Tratados internacionales | Tratados internacionales | Tratados internacionales | Tratados internacionales  | Tratados internacionales  | Tratados internacionales | Tratados internacionales | Tratados internacionales    | Tratados internacionales    | Tratados internacionales | Tratados internacionales  | Tratados internacionales | Tratados internacionales |
| --- | ------------------------- | ------------------------ | ------------------------- | ------------------------- | ------------------------- | --- | ------------------------ | --- | ------------------------- | ------------------------- | ------------------------ | ------------------------ | --------------------------- | --------------------------- | ------------------------ | ------------------------- | ------------------------ | ------------------------ |
| Maldivas | CESCR                     | CESCR                    | CCPR                      | CCPR                      | CCPR                      | CERD | CED                      | CEDAW | CEDAW                     | CAT                       | CAT                      | CRC                      | CRC                         | CRC                         | CRC                      | MWC                       | CRPD                     | CRPD                     |
| Maldivas | CESCR                     | CESCR-OP                 | CCPR                      | CCPR-OP1                  | CCPR-OP2-DP               | CERD | CED                      | CEDAW | CEDAW-OP                  | CAT                       | CAT-OP                   | CRC                      | CRC-OP-AC                   | CRC-OP-SC                   | CRC-OP-CP                | MWC                       | CRPD                     | CRPD-OP                  |
| Pertenencia | Ni firmado ni ratificado. | Sin información.         | Ni firmado ni ratificado. | Ni firmado ni ratificado. | Ni firmado ni ratificado. | Maldivas ha reconocido la competencia de recibir y procesar comunicaciones individuales por parte de los órganos competentes. | Sin información.         | Maldivas ha reconocido la competencia de recibir y procesar comunicaciones individuales por parte de los órganos competentes. | Ni firmado ni ratificado. | Ni firmado ni ratificado. | Sin información.         | Firmado y ratificado.    | Firmado pero no ratificado. | Firmado pero no ratificado. | Sin información.         | Ni firmado ni ratificado. | Sin información.         | Sin información.         |
| Firmado y ratificado, firmado, pero no ratificado, ni firmado ni ratificado, sin información, ha accedido a firmar y ratificar el órgano en cuestión, pero también reconoce la competencia de recibir y procesar comunicaciones individuales por parte de los órganos competentes. |                           |                          |                           |                           |                           | |                          | |                           |                           |                          |                          |                             |                             |                          |                           |                          |                          |

Las relaciones entre personas del mismo sexo en la República de Maldivas, país de mayoría musulmana, son ilegales en virtud de la ley islámica o sharia, aunque no bajo la ley nacional. Además, Maldivas fue uno de los inicialmente cincuenta y siete (ahora cincuenta y cuatro) en firmar una declaración oponiéndose a la declaración sobre orientación sexual e identidad de género de las Naciones Unidas que fue presentado en 2008. Las penas para el delito de homosexualidad van desde arresto domiciliario, deportación, seis años de cárcel, azotes e incluso la muerte para los reincidentes. También está prohibido constitucionalmente el matrimonio, civil o religioso, de parejas del mismo sexo.

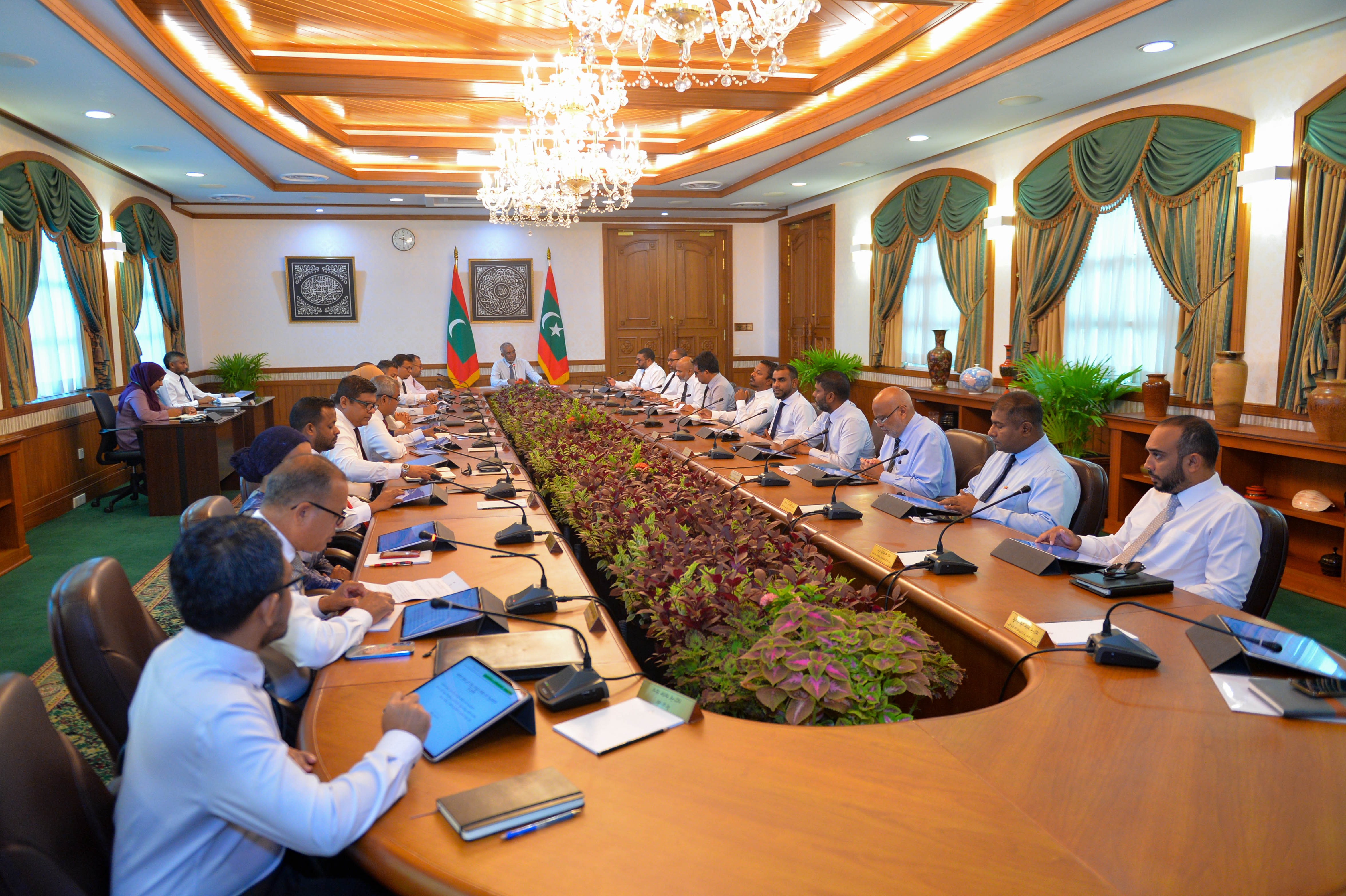
Reunión del Gabinete del Gobierno de Maldivas en enero de 2024

En abril de 2017, el primer bloguero abiertamente homosexual de Maldivas, Hilath Rasheed, fue asesinado por hombres no identificados. En 2010 había sido arrestado después de apoyar la libertad religiosa y de género y su sitio web cerrado.

### Ley
Según la Constitución de Maldivas, "los jueces son independientes y están sujetos únicamente a la Constitución y a la ley. Al decidir asuntos sobre los que la Constitución o la ley no dice nada, los jueces deben tener en cuenta la Shari'ah islámica".
El Islam es la religión oficial de Maldivas y está prohibida la práctica abierta de cualquier otra religión. La Constitución de 2008 dice que la república "se basa en los principios del Islam" y que "no se puede aplicar ninguna ley contraria a cualquier principio del Islam". Los no musulmanes tienen prohibido ser ciudadanos.

La exigencia de adherirse a una religión concreta y la prohibición de practicar el culto público siguiendo otras religiones es contraria al artículo 18 de la Declaración Universal de los Derechos Humanos y al artículo 18 del Pacto Internacional de Derechos Civiles y Políticos del que Maldivas ha pasado a ser parte recientemente y se abordó en la reserva de Maldivas al adherirse al Pacto afirmando que "La aplicación de los principios establecidos en el artículo 18 del Pacto se hará sin perjuicio de la Constitución de la República de Maldivas".

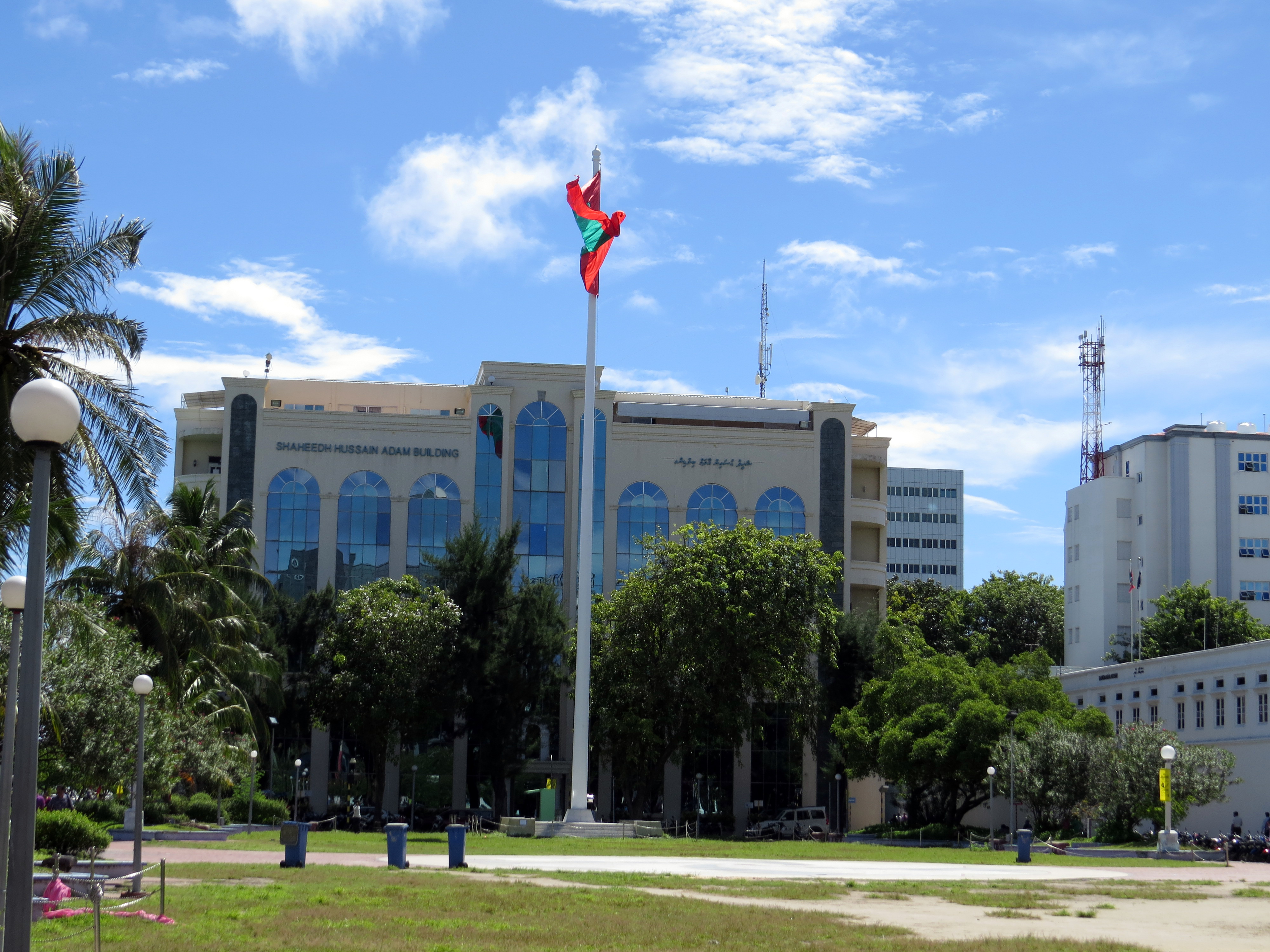
El cuartel general de la policía, el edificio Shaheedh Hussain Adam en la isla de Malé

El 16 de julio de 2015 entró en vigor un nuevo código penal que sustituye a la ley de 1968, siendo el primer código penal moderno y completo que incorpora los principales principios y postulados de la ley islámica.
Las relaciones entre personas del mismo sexo son ilegales en Maldivas, aunque los centros turísticos suelen presentarse como 'excepciones' a esta ley.

### Defensa
La Fuerza de Defensa Nacional de Maldivas (MNDF por sus siglas en inglés) es la organización de seguridad combinada responsable de la defensa de la seguridad y la soberanía de Maldivas, teniendo como tarea principal atender todas las necesidades de seguridad interna y externa de Maldivas, incluyendo la protección de la zona económica exclusiva (ZEE) y el mantenimiento de la paz y la seguridad. Las ramas que componen el MNDF son la Guardia Costera, el Cuerpo de Marines, las Fuerzas Especiales, el Cuerpo de Servicios, la Policía Militar, el Cuerpo de Ingenieros, el Grupo de Protección Especial, el Servicio Médico, el Ala Aérea y el Servicio de Bomberos y Rescate. Maldivas tiene un acuerdo con India que permite la cooperación en la cobertura de radares.

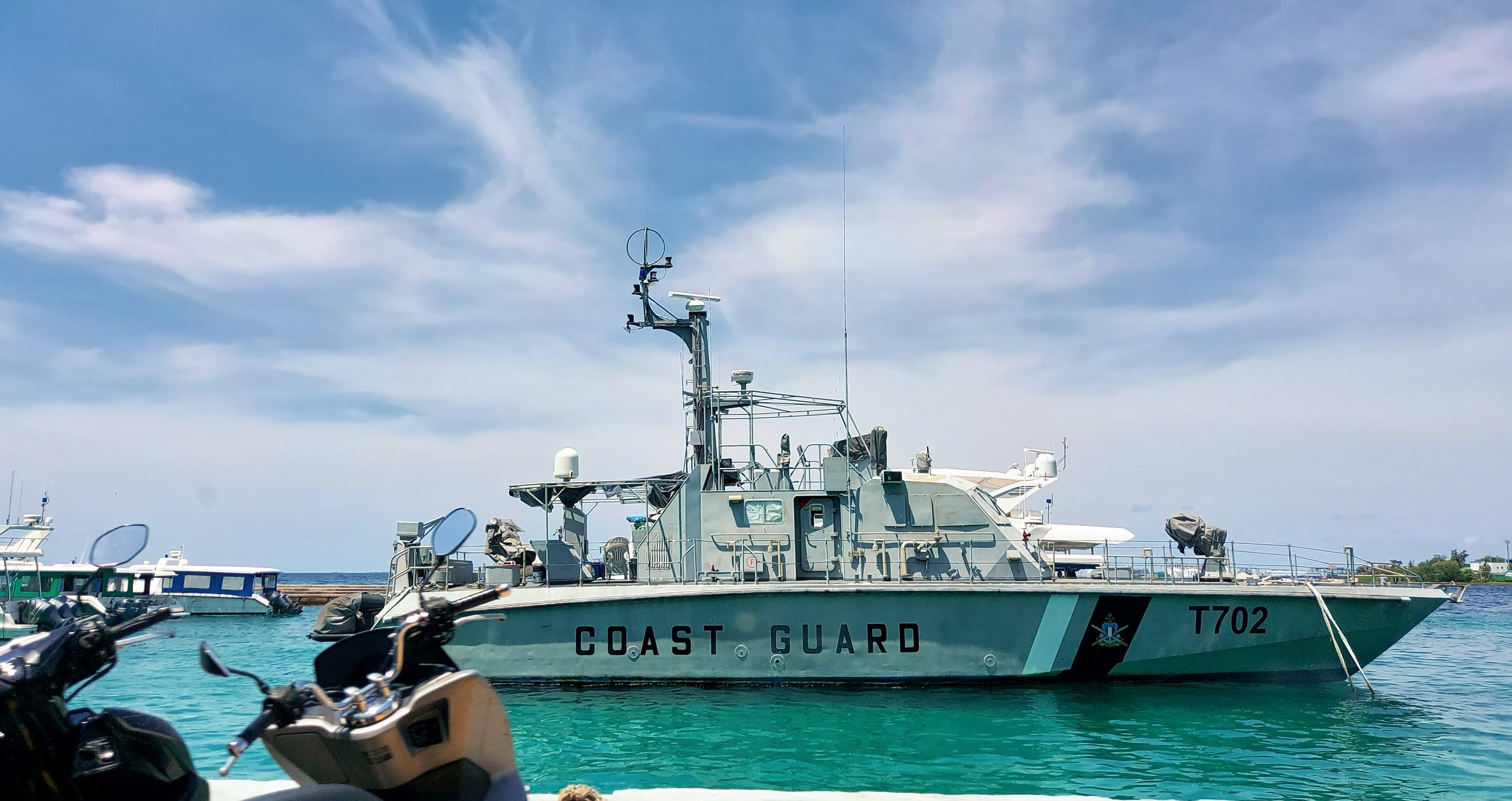
Guardia Costera de las Islas Maldivas

Como nación ribereña, gran parte de sus preocupaciones de seguridad se encuentran en el mar. Casi el 99 % del país está cubierto por el mar y el 1 % restante de tierra está disperso en un área de 800 km (497 mi) × 120 km (75 mi), con la isla más grande de no más de 8 kilómetros cuadrados. Por lo tanto, las tareas asignadas a la FDM de mantener la vigilancia sobre las aguas de Maldivas y proporcionar protección contra los intrusos extranjeros que se dedican a la pesca furtiva en la ZEE y las aguas territoriales, son tareas inmensas tanto desde el punto de vista logístico como económico.
La Guardia Costera desempeña un papel vital en el desempeño de estas funciones. Para proporcionar una seguridad oportuna, sus lanchas patrulleras están estacionadas en varios Cuarteles Regionales del MNDF. La Guardia Costera también está asignada a responder a las llamadas de socorro marítimas y a realizar operaciones de búsqueda y rescate de manera oportuna.
En 2019, Maldivas firmó el tratado de la ONU sobre la Prohibición de las Armas Nucleares.

## Organización territorial

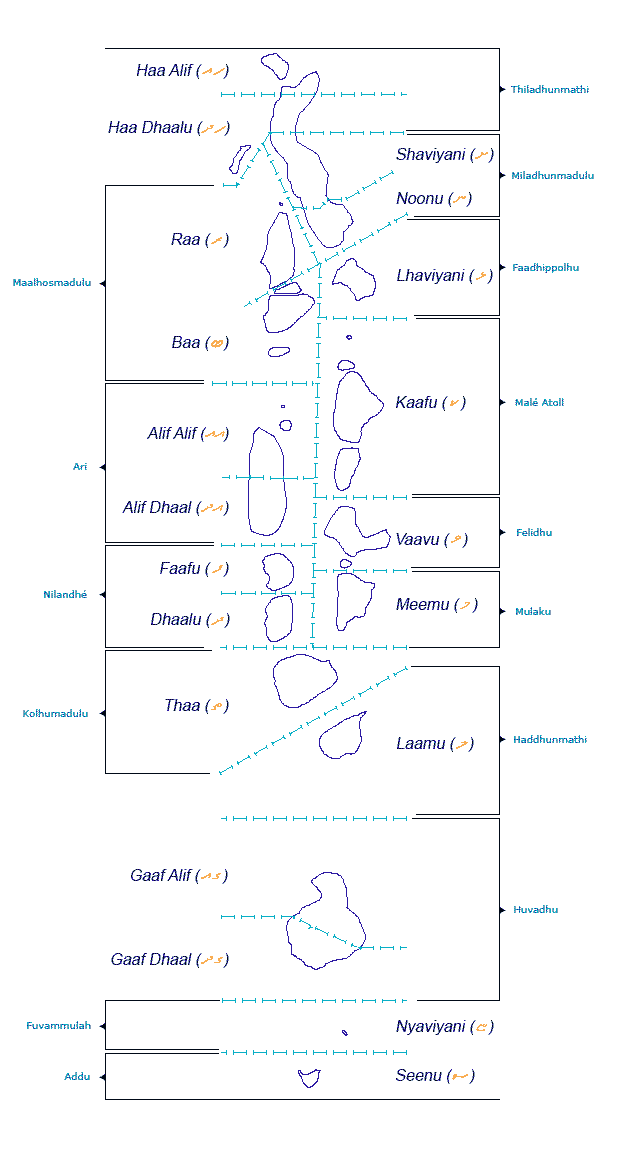
Mapa político-administrativo.

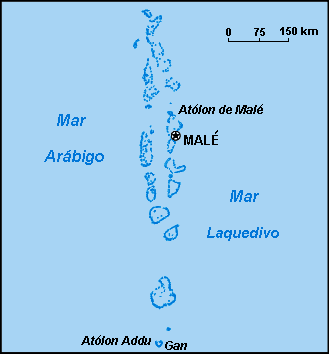
Mapa del archipiélago.

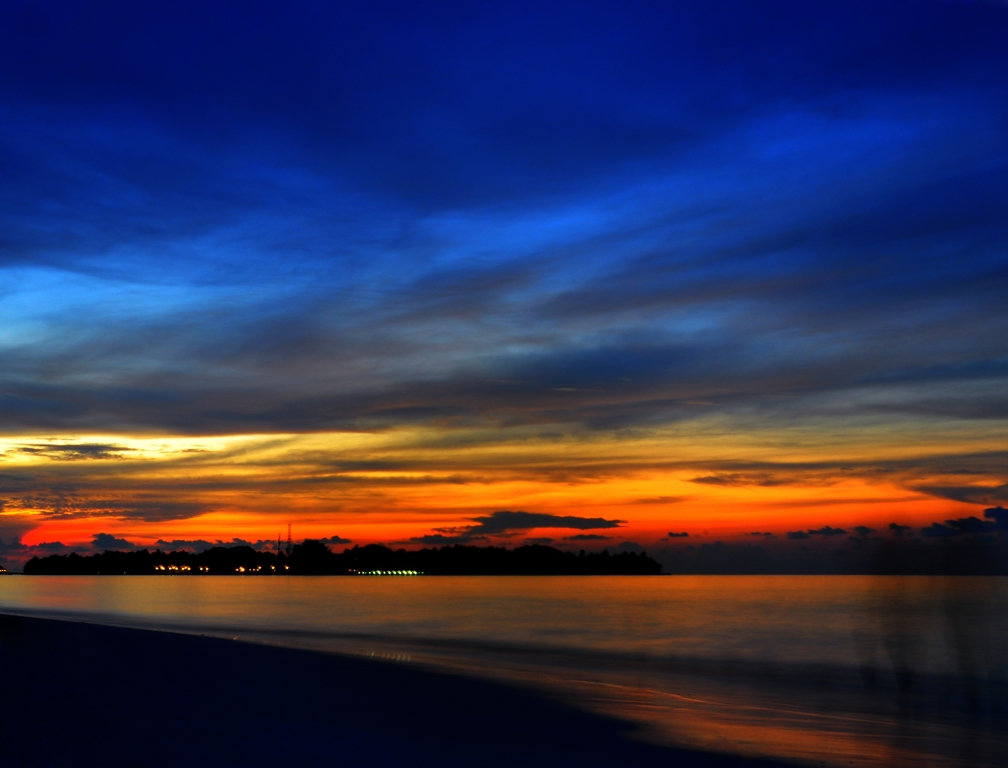
Puesta de sol en las Maldivas.

Las Maldivas se componen de veintiséis atolones naturales, los cuales han sido organizados en veinte administraciones de atolones y una ciudad. El atolón en el extremo norte del archipiélago es el atolón Haa Alif y el del extremo sur es el atolón Seenu. El más pequeño es el atolón Gnaviyani que posee solo una isla, Fuvammulah, que es la mayor isla de las Maldivas. El mayor atolón de las Maldivas es el Atolón Gaafu Alif, el cual se encuentra al sur del "Canal de un grado y medio".
Cada atolón es administrado por un Jefe de Atolón (Atholhu Veriyaa), que es designado por el presidente. Los jefes de los atolones llevan la administración según las instrucciones que reciben del presidente. La responsabilidad por la administración de los atolones es compartida entre el Ministerio de la administración de atolones y sus oficinas regionales Sur y Norte, y las oficinas de atolones e islas. El jefe administrativo de cada isla es el Jefe de la isla (Katheeb), que es designado por el presidente. El jefe inmediato superior del Jefe de Isla es el Jefe de Atolón.
Maldivas está dividido en estos 20 distritos administrativos y su capital Malé, una de las ciudades más densamente pobladas del mundo, con una población de aproximadamente 105 000 personas para una superficie de 6 km². La principal peculiaridad es que la mayoría de los nombres de los atolones son letras del alfabeto thaana:
| Letra | Abreviatura | Letra local | Nombre administrativo | División primaria |
| A     | HA          | ހއ          | Haa Alif              | Thiladhunmathi    |
| B     | HDh         | ހދ          | Haa Dhaalu            | Thiladhunmathi    |
| C     | Sh          | ށ           | Shaviyani             | Miladhunmadulu    |
| D     | N           | ނ           | Noonu                 | Miladhunmadulu    |
| E     | R           | ރ           | Raa                   | Maalhosmadulu     |
| F     | B           | ބ           | Baa                   | Maalhosmadulu     |
| G     | Lh          | ޅ           | Lhaviyani             | Faadhippolhu      |
| H     | K           | ކ           | Kaafu                 | Malé              |
| U     | AA          | އއ          | Alif Alif             | Ari               |
| I     | ADh         | އދ          | Alif Dhaal            | Ari               |
| J     | V           | ވ           | Vaavu                 | Felidhu           |
| K     | M           | މ           | Meemu                 | Mulaku            |
| L     | F           | ފ           | Faafu                 | Nilandhé          |
| M     | Dh          | ދ           | Dhaalu                | Nilandhé          |
| N     | Th          | ތ           | Thaa                  | Kolhumadulu       |
| O     | L           | ލ           | Laamu                 | Haddhunmathi      |
| P     | GA          | ގއ          | Gaafu Alif            | Huvadhu           |
| Q     | GDh         | ގދ          | Gaafu Dhaalu          | Huvadhu           |
| R     | Gn          | ޏ           | Gnaviyani             | Fuvammulah        |
| S     | S           | ސ           | Seenu                 | Addu              |
| -     | -           | މާލެ          | Malé                  | Maale Uthuruburi  |

## Geografía
Las Maldivas ostentan el récord de ser el país más plano del mundo, con una altitud máxima de solo 2,8 metros en la isla Villingili, en el atolón Addu. Los informes indican una peligrosa subida del nivel del mar.

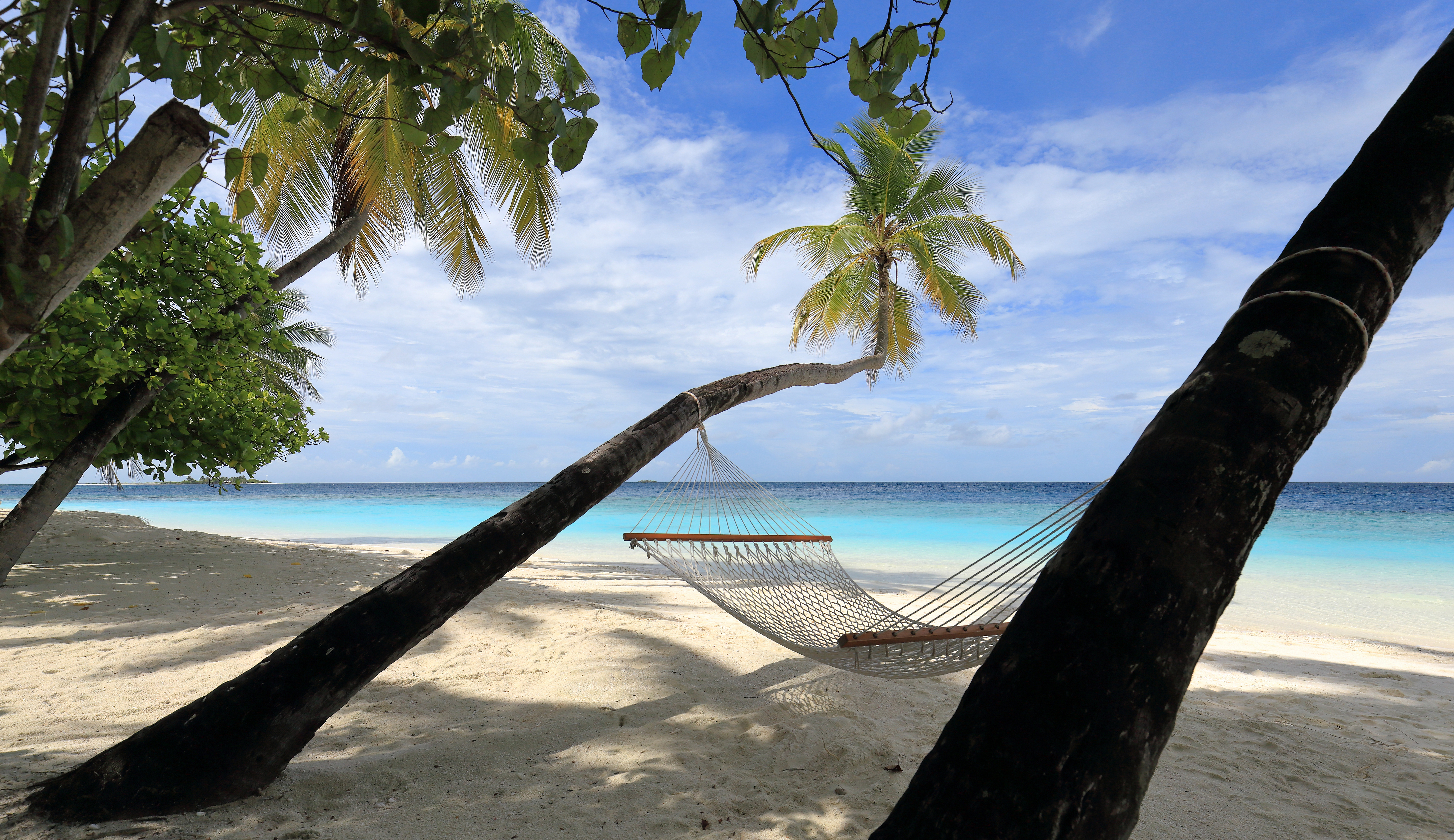
Thudufushi, Atolón de Ari, Maldivas

El archipiélago está compuesto por cerca de 1190 islas coralinas agrupadas en una doble cadena de 26 atolones, siguiendo una dirección norte-sur, que ocupan una extensión de cerca de 90 000 km², por lo que se trata de uno de los países más dispersos del mundo. Los atolones se extienden entre la latitud 7°6'30''N y la 0°42'30''S, y las longitudes 72°32'30''E y 73°46'15''E. Están compuestos por arrecifes de coral vivos y barras, situadas en la cima de una cadena submarina de 960 km que surge abruptamente de las profundidades del océano Índico. Solo al sur de esta barrera de coral hay dos pasos seguros para la navegación de un lado a otro del Índico a través del territorio maldivano.
La mayor isla de las Maldivas es Gan, en el Atolón Laamu.

### Clima
Las Maldivas poseen un clima tropical moderado por la presencia del océano Índico, que determina una temperatura casi constante a lo largo del año. Muy raras veces la temperatura desciende por debajo de 25 °C.
El clima de las Maldivas está determinado por el sistema de monzones, típico de ciertas regiones tropicales y ecuatoriales. Existen dos períodos importantes: la estación del monzón "seco" de invierno (iruvai) que sopla del noreste desde noviembre hasta marzo, que es la época más fresca; y la estación del monzón húmedo de verano (hulhangu) que sopla del sudoeste desde mayo hasta noviembre. Esta última se caracteriza por vientos más violentos y mayor precipitación. En los períodos intermedios de mediados de abril y de fines de noviembre, las condiciones meteorológicas son muy benignas y las aguas poseen su máxima claridad. La humedad es claramente inferior durante el monzón de invierno.

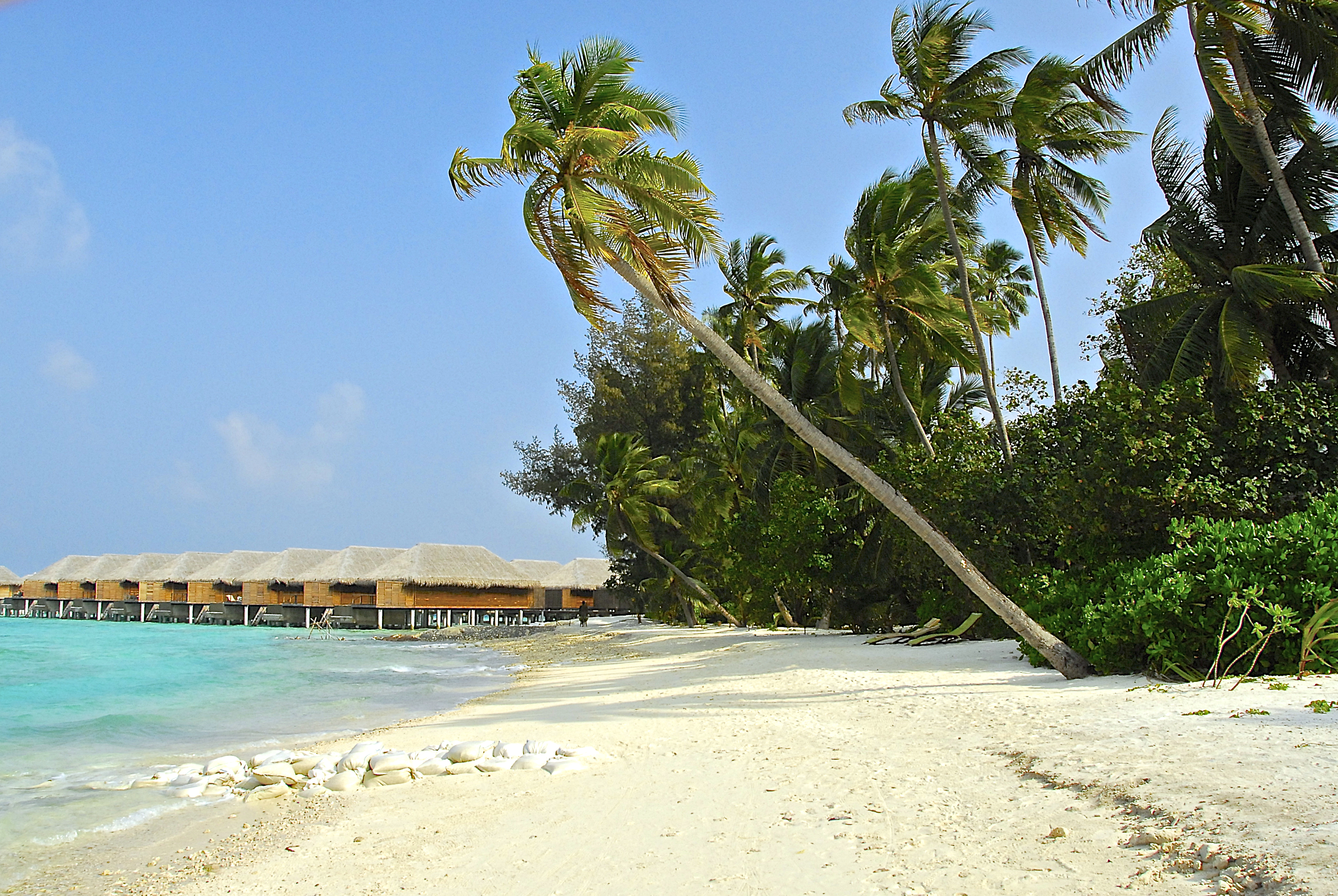
Atolón de Kaafu

### Temperatura

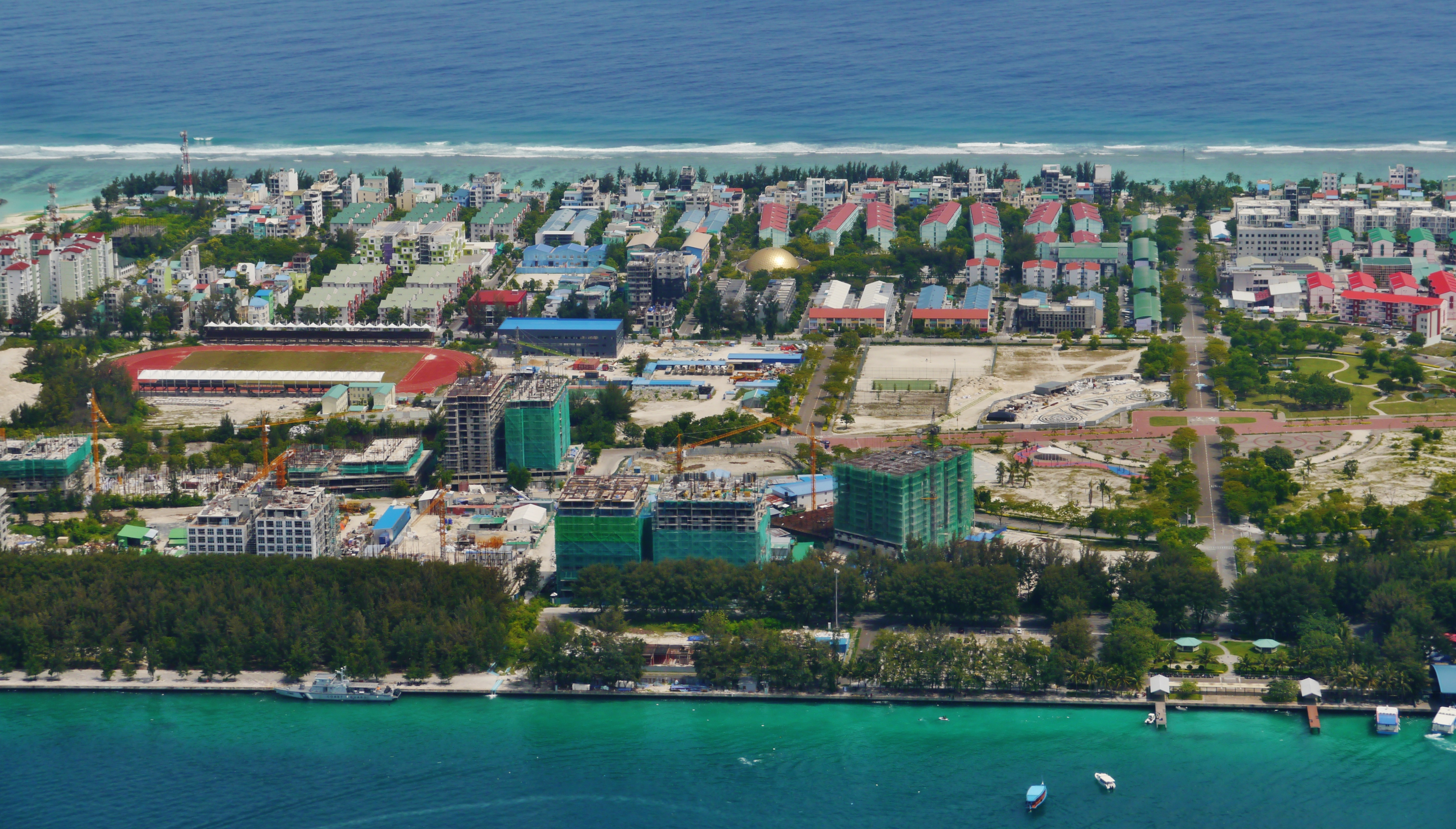
Vista parcial de Hulhumalé, una isla artificial creada como una expansión de la ciudad capital Malé

La temperatura media fluctúa entre los 26 °C (mín.) y los 31 °C (máx.) durante todo el año en las zonas intermedias entre el norte y el sur del archipiélago, con rangos de temperatura diarios y nocturnos muy pequeños en todas partes; la temperatura más baja jamás registrada fue de 17,2 °C (probablemente muy cerca del mínimo absoluto que jamás se haya podido registrar en toda la zona del archipiélago) el 11 de abril de 1978, mientras que el 19 de mayo de 1991 se alcanzó el famoso máximo de 36,8 °C.
Pero se ha comprobado que se ha superado en algunas otras ocasiones, pero en las que no había detectores suficientemente fiables para divulgar una cifra exacta, todo por deducción (ha habido rachas realmente muy calurosas y bochornosas, y las hay periódicamente, sin embargo, con mucha frecuencia). El mes más caluroso es abril, aunque los más secos y soleados son febrero y marzo; además, la presencia constante de la brisa monzónica consigue atenuar la sensación (sin eliminarla) de calor y bochorno, haciendo que el clima, fuera de los periodos lluviosos, sea ciertamente apreciable o tolerable a pesar de la humedad relativa media decididamente alta (pero constante a lo largo del día, por tanto en torno al 75 %-80 % tanto de día como de noche).
La temperatura del mar fluctúa entre 28-29 °C en las aguas extra-lagunares y 30-32 °C en las lagunas; además, dentro de los atolones, el termoclina es casi inexistente. Las precipitaciones máximas se producen en los meses comprendidos entre mayo y diciembre (200-250 mm/mes), mientras que en febrero y marzo son muy escasas (50-80 mm/mes); enero y abril son meses de transición, con precipitaciones que varían de un año a otro (alrededor de 160 mm/mes). En el cambio del monzón (entre mediados de mayo y finales de noviembre) suelen producirse violentos aguaceros o tormentas eléctricas, con vientos constantes o racheados intensos que pueden durar varios días.
| Tabla climática de Maldivas | Tabla climática de Maldivas | Tabla climática de Maldivas | Tabla climática de Maldivas | Tabla climática de Maldivas | Tabla climática de Maldivas | Tabla climática de Maldivas | Tabla climática de Maldivas | Tabla climática de Maldivas | Tabla climática de Maldivas | Tabla climática de Maldivas | Tabla climática de Maldivas | Tabla climática de Maldivas |
| --------------------------- | --------------------------- | --------------------------- | --------------------------- | --------------------------- | --------------------------- | --------------------------- | --------------------------- | --------------------------- | --------------------------- | --------------------------- | --------------------------- | --------------------------- |
| Mes                         | Enero                       | Febrero                     | Marzo                       | Abril                       | Mayo                        | Junio                       | Julio                       | Agosto                      | Septiembre                  | Octubre                     | Noviembre                   | Diciembre                   |
| Horas sol/día               | 8                           | 9                           | 8                           | 7                           | 6                           | 6                           | 6                           | 6                           | 6                           | 5                           | 6                           | 8                           |
| Temp. mediodía en °C        | 29                          | 29                          | 30                          | 31                          | 31                          | 30                          | 31                          | 30                          | 30                          | 30                          | 29                          | 29                          |
| Temp. noche en °C           | 26                          | 26                          | 27                          | 27                          | 27                          | 26                          | 26                          | 26                          | 26                          | 26                          | 26                          | 26                          |
| Temp. agua en °C            | 27                          | 27                          | 28                          | 29                          | 29                          | 28                          | 28                          | 27                          | 27                          | 28                          | 28                          | 27                          |
| Días con lluvia             | 4                           | 4                           | 7                           | 8                           | 12                          | 10                          | 10                          | 12                          | 12                          | 15                          | 12                          | 12                          |

### Aumento del nivel del mar
El informe de 2007 del Grupo Intergubernamental de Expertos sobre el Cambio Climático predijo que el límite superior de las subidas del nivel del mar será de 59 centímetros (23 pulgadas) en 2100, lo que significa que la mayoría de las 200 islas habitadas de la república podrían tener que ser abandonadas. Según investigadores de la Universidad de Southampton, las Maldivas son la tercera nación insular más amenazada por las inundaciones debidas al cambio climático en porcentaje de población.
El expresidente Mohamed Nasheed dijo en 2012 que "si las emisiones de carbono siguen aumentando al ritmo actual, mi país estará bajo el agua en siete años. "En su intervención en los programas de televisión estadounidenses The Daily Show y Late Show with David Letterman, pidió más medidas para mitigar el cambio climático y en 2009 organizó "la primera reunión de gabinete bajo el agua del mundo" para concienciar sobre las amenazas que plantea el cambio climático. El predecesor de Nasheed, Maumoon Abdul Gayoom, también expresó su preocupación por el aumento del nivel del mar.
En 2008, Nasheed anunció sus planes de comprar nuevos terrenos en India, Sri Lanka y Australia debido a su preocupación por el calentamiento global y la posibilidad de que gran parte de las islas se inunden con agua por la subida del nivel del mar. La compra de tierras se hará con un fondo generado por el turismo. El presidente explicó sus intenciones: "No queremos abandonar Maldivas, pero tampoco queremos ser refugiados climáticos viviendo en tiendas de campaña durante décadas"

Para 2020,Maldivas previó eliminar o compensar todas sus emisiones de gases de efecto invernadero. En las Conversaciones Internacionales sobre el Clima de 2009, Nasheed explicó que
"Para nosotros, renunciar a los combustibles fósiles no sólo es lo correcto, sino que redunda en nuestro propio interés económico... Los países pioneros se liberarán del precio imprevisible del petróleo extranjero, sacarán provecho de la nueva economía verde del futuro y mejorarán su posición moral, lo que les dará una mayor influencia política en la escena mundial"

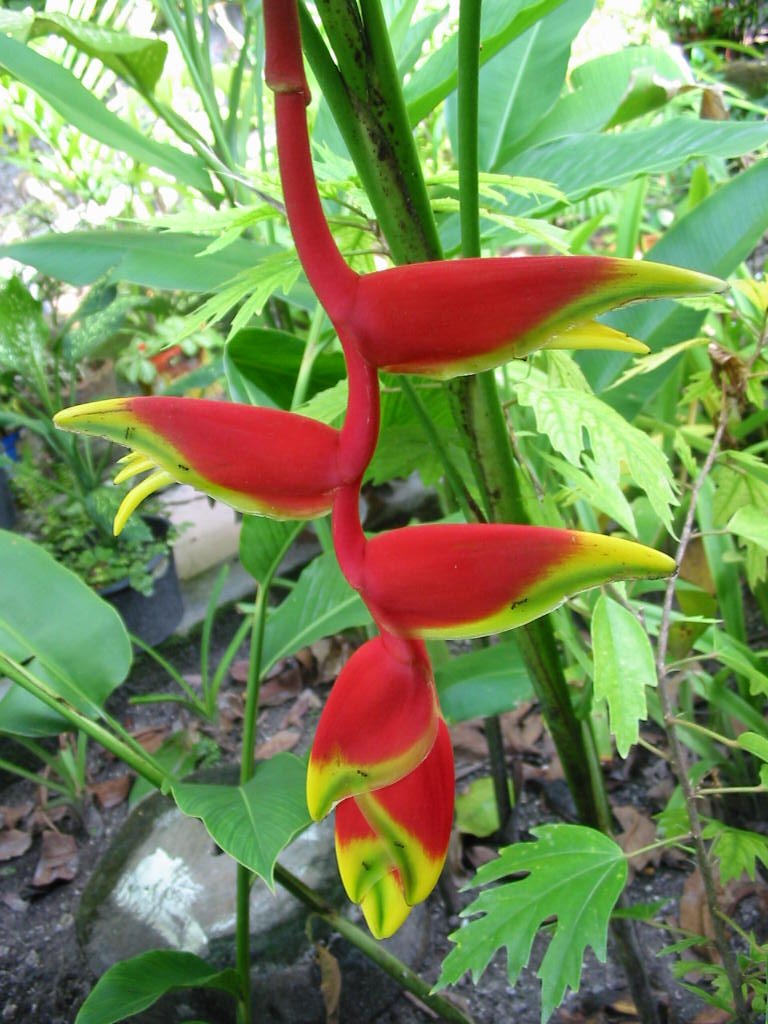
Flores Heliconia rostrata en Malé

En 2020, un estudio de tres años de la Universidad de Plymouth descubrió que, a medida que las mareas muevan los sedimentos para crear una mayor elevación, las islas, y también Tuvalu y Kiribati, podrían elevarse en lugar de hundirse.

### Flora
El terreno de las islas Maldivas, en gran parte de arena y residuos marinos, no es especialmente favorable para el desarrollo de muchas especies vegetales. Sin embargo, muchas islas están cubiertas de una rica vegetación de plantas tropicales, perfectamente adaptadas a suelos pobres y climas cálidos.
Aunque las temperaturas del aire y del agua se mantienen bastante altas durante todo el año, las islas de coral que componen el archipiélago de las Maldivas sólo tienen una vegetación exuberante en algunos lugares: La escasez de suelo vegetal y la ausencia de aguas frescas superficiales (lagos y ríos) y subterráneas (manantiales), combinadas con el pequeño tamaño de las islas (la mayoría de las cuales tienen menos de un kilómetro cuadrado) y la propia naturaleza de los bancos de coral de las islas, limitan mucho el crecimiento de plantas espectaculares, con la excepción de los magníficos cocoteros que bordean las lagunas, los manglares y unas pocas zonas de selva tropical (que producen madera preciosa). Las superficies cultivables tampoco son muy grandes, hasta el punto de no poder satisfacer las necesidades alimentarias de los habitantes. Por esta razón, y también para satisfacer la gran demanda de alimentos del turismo, se importan grandes cantidades de productos agrícolas del extranjero. En términos de superficie cultivable, la isla más fértil es Fuvammulah, en el extremo sur del archipiélago, cuyas extensas plantaciones incluyen cultivos de frutas tropicales como el mango y la piña.
El cocotero está incluido en el emblema nacional de las Maldivas y se llama explícitamente "dhivehi ruh", es decir, la palmera maldiva.

### Ecosistema marino

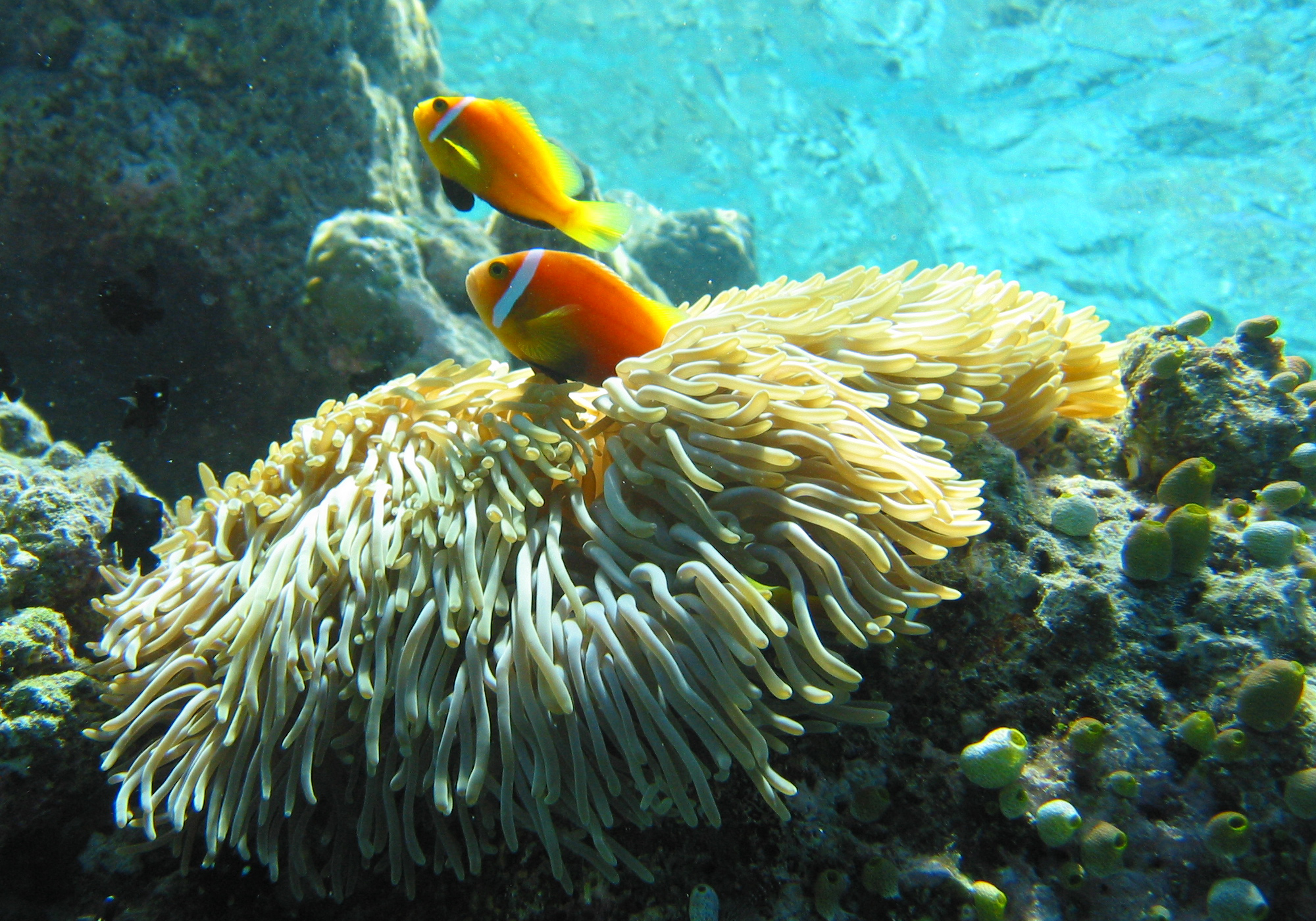
Peces y anémonas en Maldivas.

Las aguas Maldivias son el hogar de diversos ecosistemas, pero se destacan por su variedad de coloridos arrecifes de coral, hogar de 1100 especies de peces, 5 especies de tortugas marinas, 21 especies de ballenas y delfines, 187 especies de coral, 400 especies de moluscos y 83 especies de equinodermos. Muchas especies de crustáceos pueden encontrarse allí también: 120 copépodos, 15 anfípodos, así como más de 145 especies de cangrejos y 48 especies de gambas.
Entre las muchas familias marinas representadas están: el pez globo, pez fusilero, caranx lugubris, pez león, plectorhinchus, tiburón de arrecife, meros, anguilas, pargos, pez mariposa, pez murciélago, pez Napoleón, raya jaspeada, pez escorpión, langostas, nudibranquios, pterophyllum, pez mariposa, candil rufo, candiles, pez cristal, pez cirujano, pez unicornio, pez gatillo y barracudas.
Estos arrecifes de coral son el hogar de diversos ecosistemas marinos que varían desde organismos planctónicos hasta tiburones ballena. Las esponjas han tomado importancia, ya que cinco de sus especies han demostrado tener propiedades antitumorales y anticancerígenas.
En 1998, el recalentamiento de las aguas marinas de hasta 5 °C, causado por el evento climático llamado El Fenómeno del Niño, causaron blanqueamiento del coral, matando así  2/3 del arrecife de coral nacional.

En un esfuerzo por inducir la regeneración de los arrecifes, científicos colocaron conos electrificados en lugares 6,1-18,3 m por debajo de la superficie, para proporcionar así un sustrato que ayudara a la fijación de coral. En el 2004, los científicos fueron testigos de la regeneración de los corales. Los corales comenzaron a expulsar huevos de color rosa-naranja y esperma. El crecimiento de estos corales electrificados fue cinco veces más rápido que el de aquellos corales ordinarios. El científico Azeez Hakin declaró:

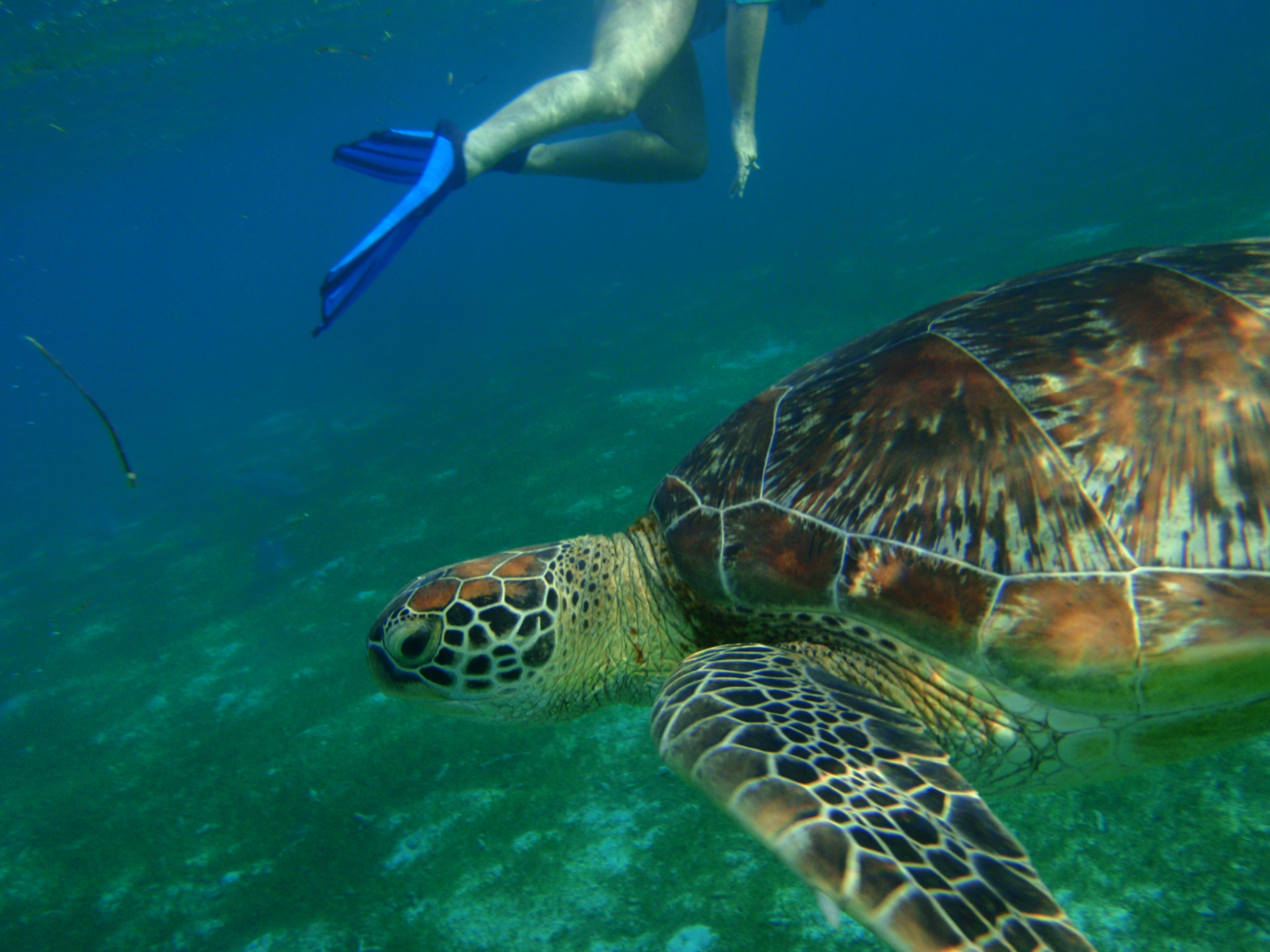
Una tortuga verde (Chelonia mydas) en aguas de las Islas Maldivas

"Antes de 1998, nunca pensamos que este arrecife iba a morir. Siempre habíamos dado por sentado que estos animales estarían allí, que este arrecife estaría allí para siempre. El Niño nos hizo un llamado de atención, que estas cosas no van a estar ahí para siempre. No sólo esto, sino que también actúa como una barrera natural contra las tormentas tropicales, inundaciones y tsunamis. Las algas crecen sobre los esqueletos de coral muerto. Los arrecifes de coral son para la vida marina como las selvas tropicales."

### Tsunami de 2004
Un tsunami en el océano Índico, provocado por el terremoto del 26 de diciembre de 2004, causó que un sector de las Maldivas fuera cubierto por el mar, dejó a muchas personas sin hogar, mató a 82 personas y otras 26 desaparecieron. Después del desastre, los cartógrafos están planeando recomponer el mapa de las islas devastadas por las alteraciones provocadas por el tsunami. El pueblo y el gobierno están preocupados por la posibilidad de que con el tiempo el país sea borrado del mapa.

### Protección del medio ambiente

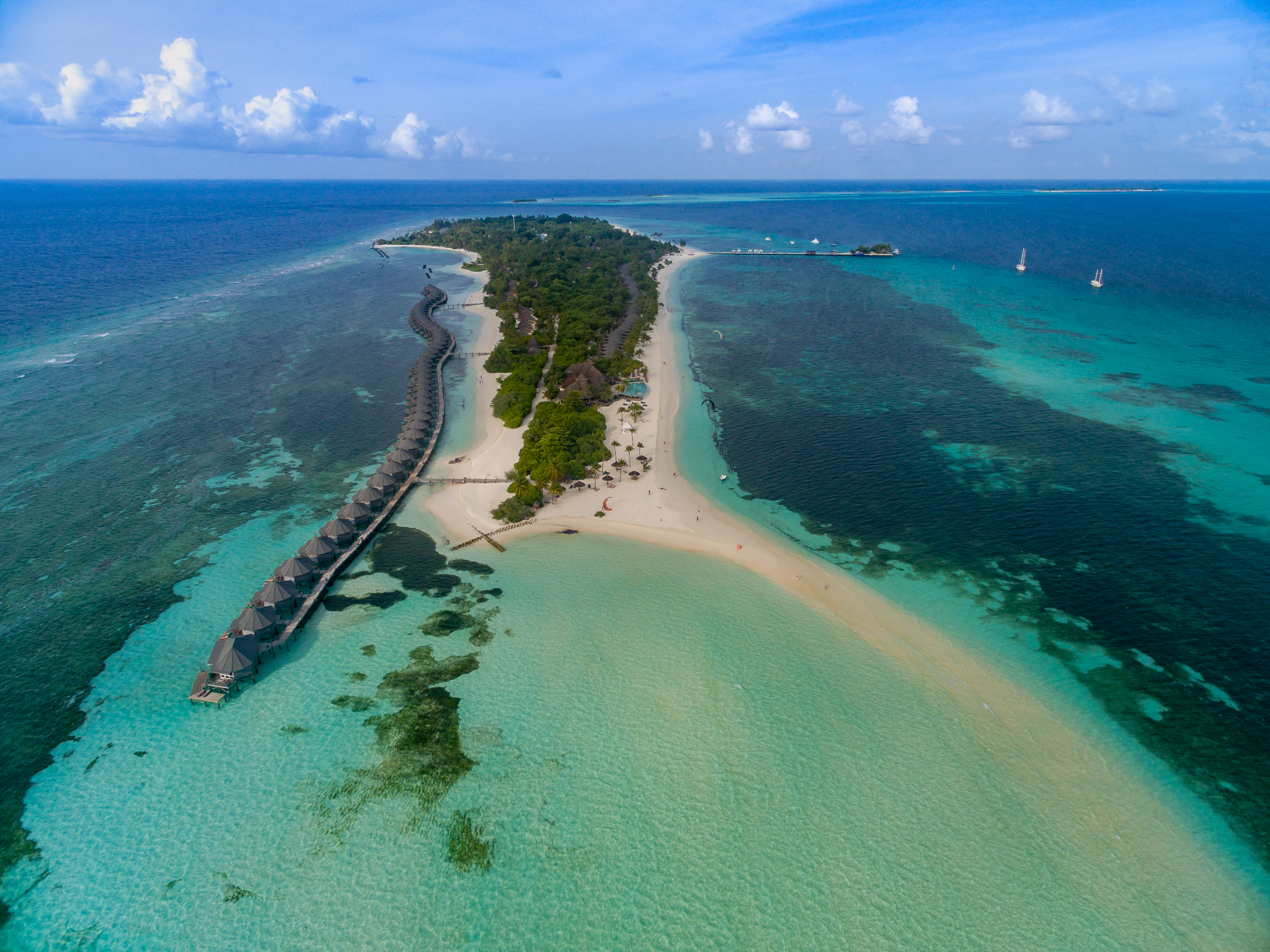
Kuredu, Atolón de Lhaviyani

Es obligatorio que cada isla turística tenga su propia planta de incineración de residuos y sus propias plantas de desalinización de agua de mar. La electricidad necesaria para ello se genera casi exclusivamente con generadores diésel. Los residuos metálicos y plásticos de la capital, Malé, y de algunas islas cercanas se recogen y depositan en la isla de residuos de Thilafushi. La inmensa mayoría de las islas "tiran" sus residuos al mar. No hay ninguna instalación para eliminar el aceite usado de los numerosos barcos o generadores. Los escombros de los edificios de los hoteles también suelen acabar en el mar.
En la práctica, la protección del medio ambiente es tan inexistente en las Maldivas como la conciencia medioambiental. Las leyes de protección del medio ambiente existen sobre el papel, pero no se controla su cumplimiento ni se castigan las infracciones. Por ejemplo, la superficie edificada de un complejo turístico no puede superar el 20% de la superficie de la isla. La práctica es muy diferente, lo que suele ser claramente visible para el visitante al llegar o salir.
El gobierno no comprueba el cumplimiento de los planes de construcción, ni se imponen sanciones por la habitual corrupción. Al gobierno le interesa que haya el mayor número posible de camas turísticas totalmente ocupadas. La mayoría de las nuevas islas hoteleras se moldean en la forma deseada mediante "paisajismo". Esto se hace mediante el "dragado" y el bombeo de arena, que causa un tremendo daño a los arrecifes. Los aeropuertos privados de las cadenas de complejos turísticos, por ejemplo el de Maamingili en el atolón de Ari del Sur, también se obtienen rellenando un arrecife.
Es ilegal capturar tiburones dentro de un atolón. Sin embargo, esto no se controla, por lo que la antaño enorme población de tiburones de las Maldivas ha desaparecido, salvo unos pocos remanentes. Los tiburones no se comen, sino que se capturan para exportar sus aletas a Extremo Oriente y, tras cortarlas (el llamado "shark finning"), se devuelven al mar, donde mueren agonizando. Cada vez se pescan más peces de arrecife, como el pargo rojo y el mero, para los mercados de lujo del mundo. Al tratarse de peces residentes, su población está en peligro. La "pesca nocturna", muy popular en todas las islas hoteleras, contribuye a la disminución de la población de peces. Las tortugas también están protegidas, pero no sus puestas de huevos, lo que significa que las Maldivas apenas producen crías de tortuga.

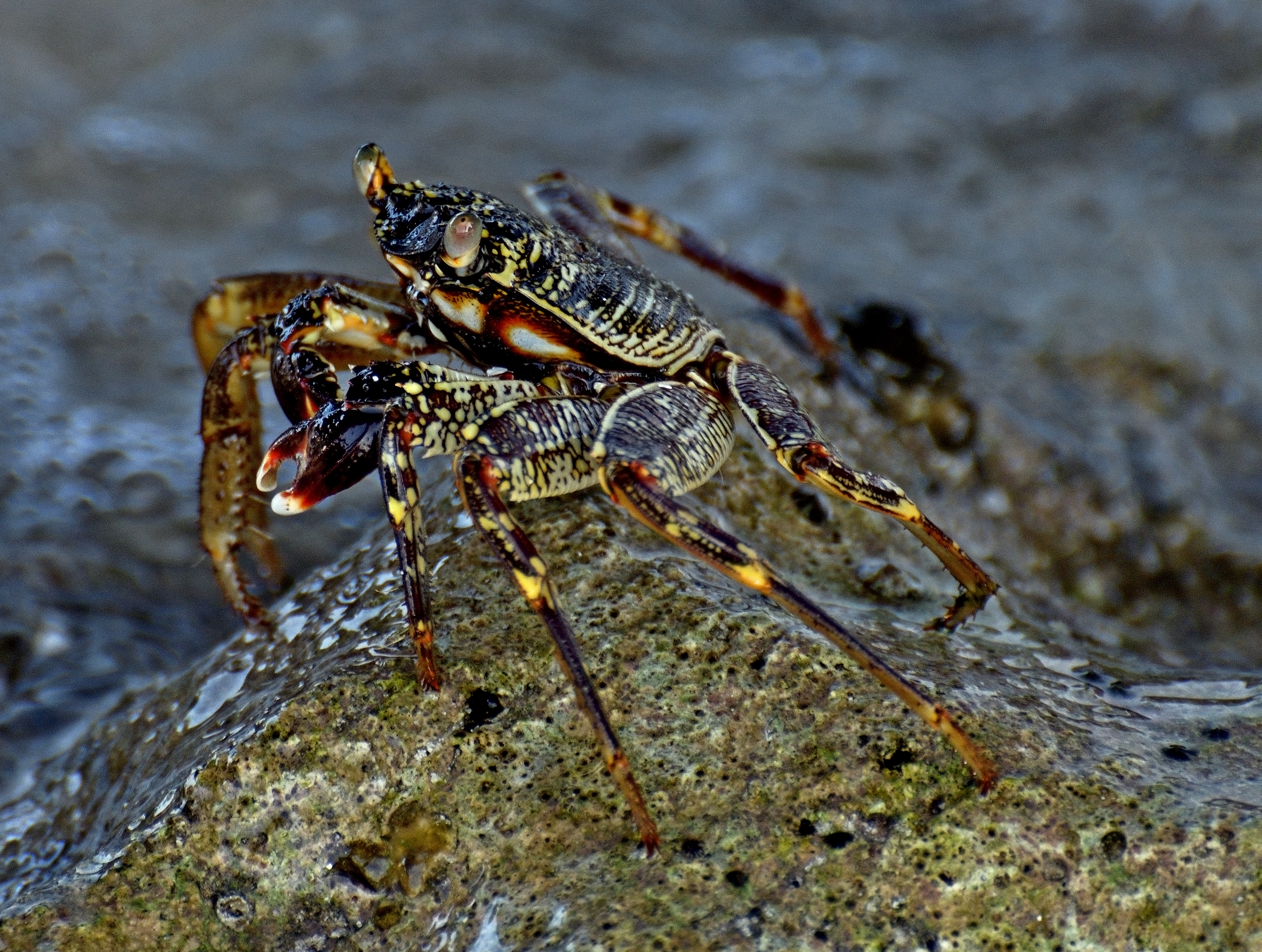
Cangrejo Grapsus albolineatus, en Eriyadu, Maldivas

A finales de la década de 1990, el gobierno maldivo estableció amplias zonas como parque nacional marino. En teoría no se permiten construir nuevos alojamientos turísticos en estas zonas. Desde que el antiguo presidente Naesheed aceptó la construcción de más complejos turísticos, la presión sobre la naturaleza, ya muy dañada, aumenta aún más. Sin embargo, fuera de los parques nacionales, la gente sigue utilizando los bloques de arrecife de coral para la construcción de casas. Además, continúa la explotación industrial de los arrecifes para ganar tierras al mar (como la ampliación del aeropuerto y Hulumalé).
Los ecologistas de todo el mundo intentan concienciar a la población sobre el medio ambiente y poner fin a la destrucción de los arrecifes. Frente a la isla maldiva de Ihuru, los científicos Tom Goreau y Wolf Hilbertz crearon arrecifes de coral artificiales con la tecnología Biorock.

## Economía
La economía de las Maldivas ha dependido históricamente de la pesca. Desde hace unas cuatro décadas el turismo ha ganado en importancia hasta convertirse en el principal renglón económico nacional. En las estadísticas ese desarrollo ha contribuido a que los maldiveneses se encuentren entre los más ricos de Asia. Sin embargo, la redistribución de la riqueza es muy baja, pues un 40% de los habitantes vive con menos de un dólar al día.
Dentro de las iniciativas destinadas a luchar contra el calentamiento climático se encuentra la de reducir para 2020 la dependencia de energías no renovables. Además de ser viable por las condiciones del país, esa política ha sido asimismo una herramienta para llamar la atención a escala internacional.
La emisión de sellos postales, principalmente destinada al coleccionismo filatélico, es también una importante fuente de ingresos para su economía. 

### Turismo

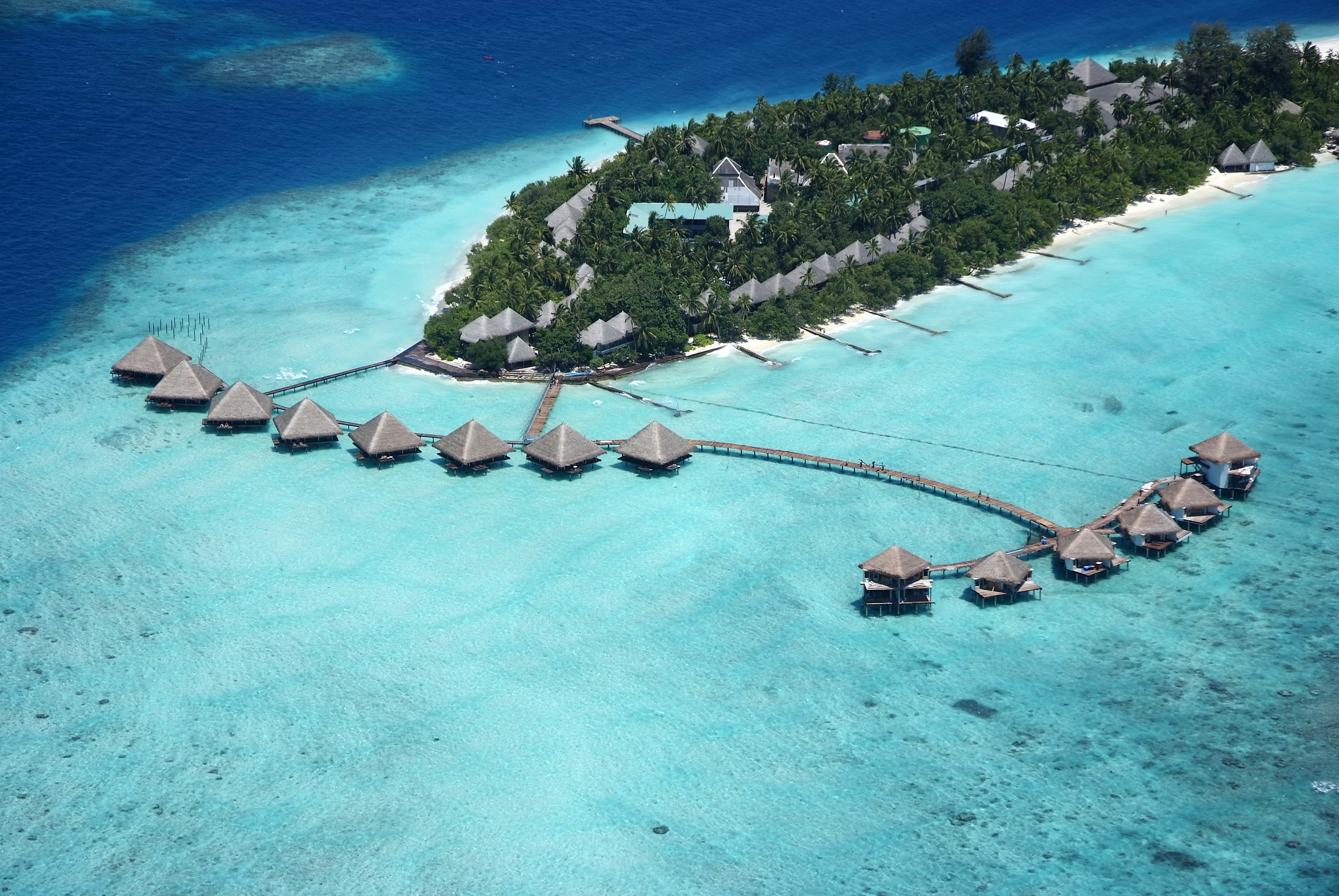
Un complejo turístico en Maldivas

Tras la independencia y el auge del turismo internacional, las Maldivas comenzaron a recibir los primeros turistas extranjeros. Los italianos, que "descubrieron" este destino para las vacaciones, aún hoy ocupan la primera posición en número de visitantes. El gobierno de las Maldivas, receloso de que su país perdiera sus costumbres y forma de vida ante una posible llegada masiva de turistas, decidió realizar un estudio de viabilidad para la explotación turística del país. Encargó dicho estudio a una consultora danesa, que declaró inviable tal posibilidad, pero hizo ciertas recomendaciones: separar la población local de la turista, las islas siempre parecen haber conseguido por los elevados ingresos necesarios para disfrutar de este destino; y mantener el entorno natural en las mismas condiciones en que se encontraba, con gran parte de los ingresos por turismo a la conservación, para poder así seguir explotando económicamente las islas sin que pierdan su atractivo.
El éxito del país con el turismo, junto a su modelo de gestión, se debe a la riqueza cromática de sus aguas y la abundancia de la vida subacuática, como lo demuestra el que sea uno de los primeros destinos para buceadores del mundo. Por sus características tropicales y el valor añadido de sus complejos hoteleros, se ha convertido en un destino muy apreciado por el turismo de lujo.
Los europeos representan la mayoría de los visitantes con algo más de un 75% de los mismos. Según su país de origen, la mayoría de los visitantes son europeos, sobre todo de Italia (20%), Reino Unido (18%) y Alemania (12%), aunque también hay un buen número de turistas de economías desarrolladas de Asia como Japón, Singapur, o de países emergentes, siendo este continente el que más aumenta últimamente el número de turistas que llegan a las Maldivas.
El desarrollo del turismo, que ha creado empleo directa e indirectamente, comenzó a principios de los años 1970. En la actualidad, el turismo es responsable del mayor ingreso de moneda extranjera al país, contribuyendo con un 33 % del PNB y un 80% de las reservas en divisas. Con 86 centros turísticos en operación, en el año 2000 se alcanzó la cifra de 467 174 turistas extranjeros, cantidad que en 2007 se elevó a 650 000. En 2023 Maldivas batió su récord, recibiendo a 1,8 milllones de turistas. En 2010 existían más de 100 resorts y en 2024 el número de resorts había ascendido ya a 179. Además, desde 2010 el gobierno permitió el alojamiento de turistas en guest-houses, islas locales, con precios mucho más asequibles que los resorts, un concepto diferente enfocado en turismo de mochileros. 
Maldivas ha sido galardonada como mejor destino turístico del mundo en 2021, 2021, 2022 y 2023 por los prestigiosos World Travel Adwards. La oficina de turismo de Maldivas es VisitMaldives y registra información de todos los complejos turísticos del país, así como de los principales operadores y agencias de viaje oficiales del país. Solo hay una agencia de viajes española reconocida oficialmente por la oficina de turismo de Maldivas, arenatours, especializada en viajes a Maldivas desde el año 2006.

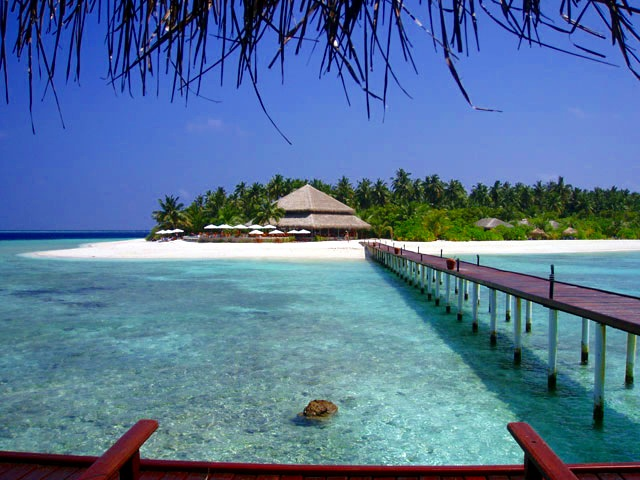
Playa de la isla Filitheyo.

Los alojamientos puestos a disposición del cliente pueden variar, desde búngalos construidos entre la vegetación o en troncos en el agua con piscina privada, hasta hoteles. Para los amantes del submarinismo y surf se ofrecen barcos estilo Vida a bordo. 
El presidente Mohamed Nasheed dispuso en 2008 que con los cuantiosos ingresos del turismo se constituiría un fondo para comprar territorio en el continente, previendo el éxodo nacional debido al calentamiento climático.

### Pesca
La economía de las Maldivas fue durante muchos siglos totalmente dependiente de la pesca y de los productos que se derivan de ella; y aún hoy sigue siendo la principal ocupación de la población. Esto hace que el gobierno le dé prioridad especial al desarrollo del sector pesquero.
La pesca se ha desarrollado en los últimos tiempos de forma considerable. En 1974 se mecanizó el bote tradicional de pesca y tres años después se instaló una planta de envasado de pescado en la isla de Felivaru. Además, en 1979 se creó un Comité que asesora al gobierno sobre temas de pesca e incluso se han incluido temas relacionados con la pesca en el currículum escolar. Gracias a este desarrollo y al establecimiento de la Zona Económica Exclusiva de Maldivas, la industria pesquera contribuye con más del 15% en el PIB.

### Transporte

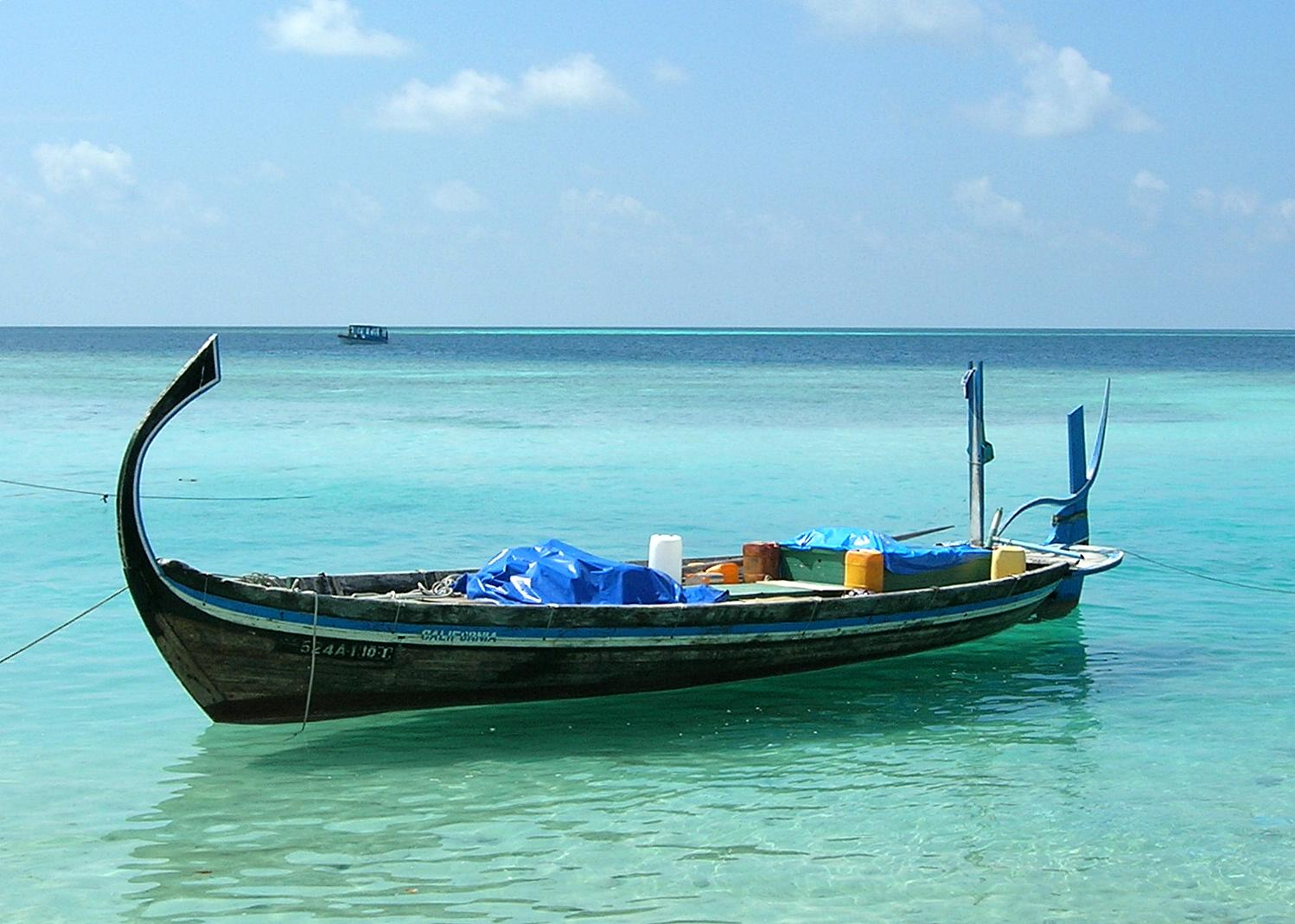
Doni, la barca tradicional de pesca de las Maldivas.

Es conveniente destacar el Aeropuerto Internacional Ibrahim Nasir que se localiza en la isla de Hululu, siendo la aerolínea principal Qatar Airways Emirates que oferta dos vuelos diarios directos desde Dubái. Para trasladarse entre las distintas islas se pueden utilizar los taxis acuáticos (lanchas rápidas o ferris), vuelos domésticos o hidroaviones.  La principal compañía de hidroaviones es Trans Maldivian Airways, con la flota de hidroaviones más grande del mundo en 2024. Además, las principales islas están unidas por un servicio de barcos de madera llamados "doni". En la capital se pueden contratar tanto taxis como motos y bicicletas para desplazarse dentro de ella. 
En los últimos años, se han construido los siguientes areopuertos domésticos para mejorar la conexión entre los distintos atolones: Atolón Haa Alifu: Hoarafushi; Atolón Haa Dhaalu: animaadhoo e Kulhudhuffushi; Atolón Shaviyani: Funadhoo; Atolón Noonu: Maafaru; Atolón Raa: Ifuru; Atolón Baa: Dharavandhoo; Atolón Lhaviyani: Madivaru; Atolón Ari Sud: Maamingili; Atolón Meemu: Muli; Atolón Dhaalu: Kudahuvadhoo; Atolón Thaa: Thimarafushi; Atolón Laamu: Kadhdhoo; Atolón Gaafu Alifu: Kooddoo; Atolón Gaafu Dhaalu: Kaadedhdhoo e aavaaruluaa; Atolón Gnaviyani: Fuvahmulah; Atolón Addu: Gan. El aeropuerto de Gan, además de vuelos domésticos también recibe vuelos internacionales desde Colombo, Sri Lanka. Hay 3 aerolíneas nacionales que operan en estos aeropuertos domésticos: Maldivian, Manta Air y Villa Air. Maldivian además de vuelos internos también ofrece vuelos a India, Sri Lanka y Bangladés

### Agricultura
La agricultura está limitada debido a la escasez de tierras cultivables. A pesar de esto hay pequeñas plantaciones de palmeras cocoteras, papaya y árbol del pan. El coco representa el principal recurso agrícola, elaborándose tejidos con su fibra y siendo utilizado para la alimentación local. Tradicionalmente el coco era tan importante que el valor de una isla se determinaba por el número de palmeras cocoteras que poseía. Dicho número era rigurosamente controlado por el Jefe de la isla (Katibu) cada año. En las islas más grandes hay pequeñas plantaciones de frutas y verduras, que se ven limitadas por la escasez de agua y la salinidad del terreno. También se han hecho algunos experimentos con cultivos hidropónicos, con poco éxito.

## Demografía
Según estimaciones de 2022, la población de las Maldivas asciende a 579 330 habitantes. Originariamente budistas, los cingaleses se convirtieron al Islam a mediados del siglo XII. El Islam es la religión oficial.
Existen algunas estratificaciones sociales en las islas, pero no son demasiado rígidas, ya que la condición es determinada por varios factores, incluyendo la ocupación, riqueza, lazos familiares, etc. Los miembros de la élite social están concentrados en Malé. Esta localidad es la única en la que la población local y los extranjeros interactúan. Los hoteles resorts de las Maldivas no se encuentran en las islas en donde vive la población nativa, y los contactos entre los dos grupos son escasos.
Una pequeña población llamada Giravaaru se autoproclama como los pobladores originales de las Maldivas.

### Idiomas
El idioma oficial es el maldivo, un idioma indoeuropeo relacionado con el cingalés, el idioma oficial de Sri Lanka. El sistema de escritura es de derecha a izquierda.
La primera escritura conocida usada para el dhivehi es la escritura eveyla akuru, que se encuentra en el registro histórico de los reyes (raadhavalhi). Más tarde se utilizó una escritura llamada dhives akuru durante un largo periodo. La escritura actual se llama Thaana. Se dice que el thaana se introdujo durante el reinado de Mohamed Thakurufaanu.
Los habitantes de las Maldivas hablan ampliamente el inglés: «Tras la apertura de la nación al mundo exterior, la introducción del inglés como medio de enseñanza en los niveles secundario y terciario de la educación, y el reconocimiento por parte de su gobierno de las oportunidades que ofrece el turismo, el inglés se ha establecido firmemente en el país. En este sentido, las Maldivas se asemejan bastante a los países de la región del Golfo. La nación está experimentando un gran cambio social, y el inglés forma parte de él».

### Religión
Hasta el siglo XI, la religión de las islas era el budismo, como demuestran varios restos de templos y pagodas, como los del atolón Ari. En 1153, la población se convirtió al Islam gracias al contacto con Abul Barakaat Yousuf Al Barbary, uno de los muchos mercaderes musulmanes que recorrían la ruta entre el Cuerno de África y la India.

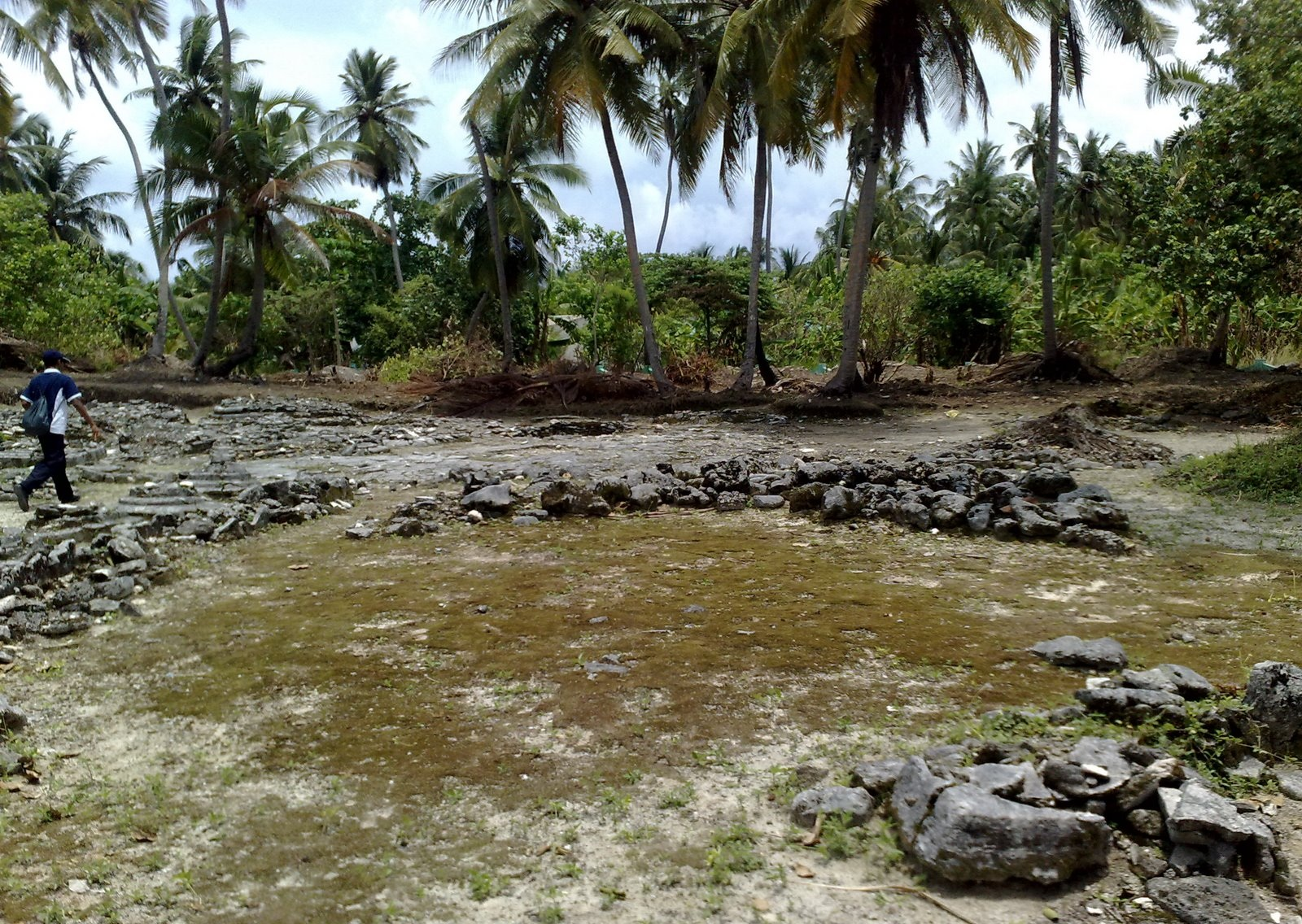
Ruinas de un monasterio budista en Kaafu Kaashidhoo, Maldivas

Incluso hoy, muchos habitantes siguen teniendo miedo a los demonios y monstruos, que han exorcizado mediante "hakeem" utilizando ritos, antídotos y pociones.
Si bien Maldivas era tradicionalmente un país de islamismo moderado, la llegada al poder del presidente Abdulla Yameen apoyado por los islamistas en 2013, gracias a unas elecciones presidenciales con un resultado discutido, cambió la situación. Influido por clérigos wahabíes formados en Arabia Saudita y Pakistán, el proselitismo islamista está ganando terreno, sobre todo en los entornos penitenciarios. Así, numerosos jeques ocupan cada vez más el espacio público (universidades, televisión, sus sermones se emiten una vez al mes en las cadenas nacionales, etc.). Varias ONG denuncian el aumento de los matrimonios precoces en las islas remotas, así como el creciente rechazo a la vacunación de los niños. El Dr. Mohamed Iyaz, un influyente asesor del gobierno en materia de jurisprudencia coránica, también promovió la circuncisión femenina como una "obligación religiosa".
En 2014, un centenar de mujeres maldivas fueron azotadas públicamente por "actos de fornicación". En 2015, se registró la salida de entre 50 y 200 maldivos hacia los territorios del Estado Islámico. Aunque el gobierno ha condenado oficialmente la yihad a Siria, activistas y opositores critican su inacción en este asunto, y algunos temen incluso la creación de un califato en Maldivas. Estos hechos amenazan al turismo occidental en el archipiélago, que obtiene la mitad de sus ingresos de las islas; sin embargo, hay que tener en cuenta que los turistas suelen alojarse en hoteles alejados de la población y de las prohibiciones religiosas que la rodean. Durante su campaña para las elecciones presidenciales de Maldivas de 2018, que finalmente perdió frente a Ibrahim Mohamed Solih, el actual presidente Abdulla Yameen se declaró el candidato del Islam contra los "infieles''.

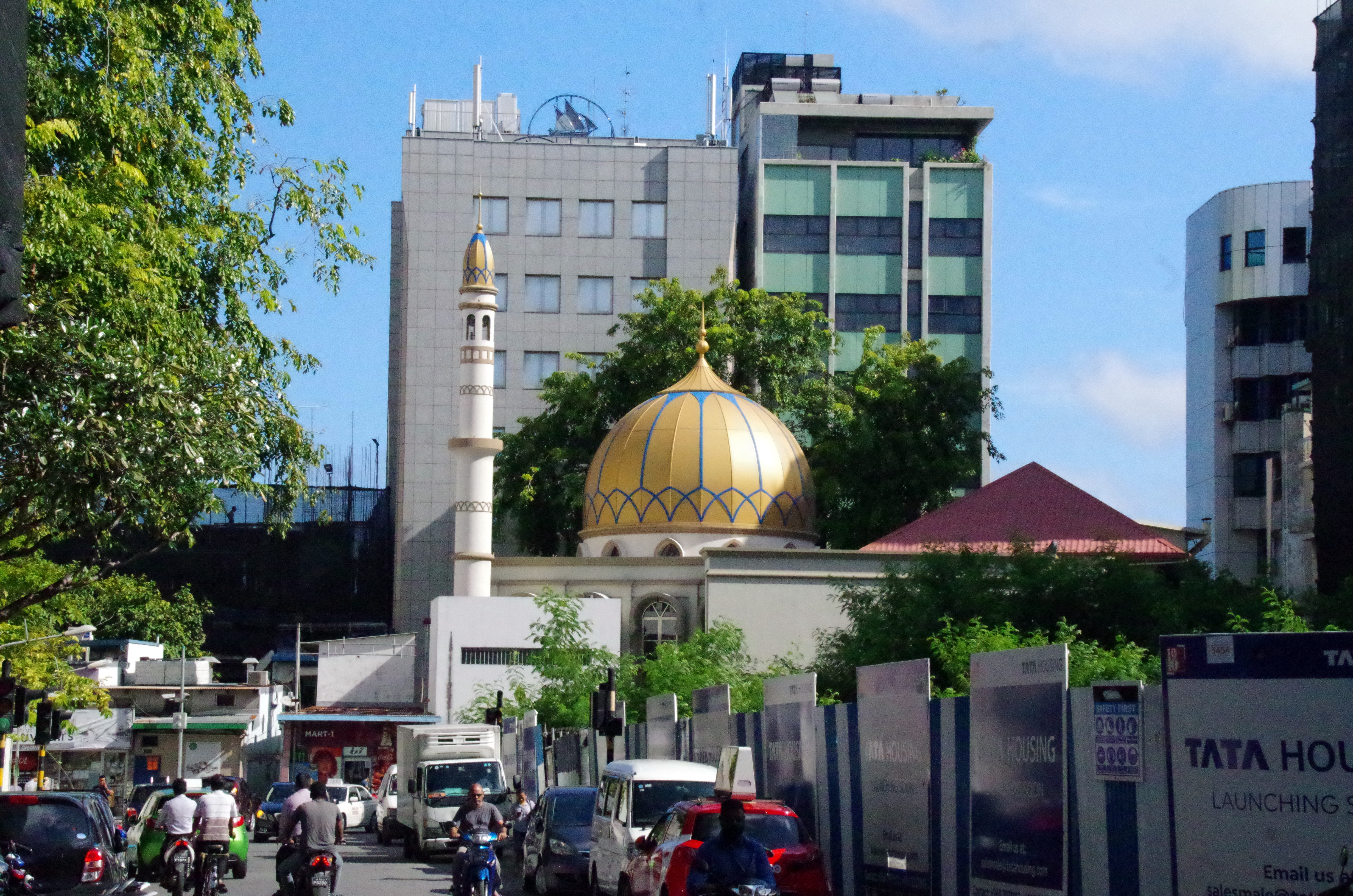
Una mezquita en Malé, la capital

La propia Constitución define a la República de Maldivas como una república, en la que la religión musulmana juega un papel fundamental al ser la religión del Estado, la única permitida en el archipiélago. Cualquier otra religión está estrictamente prohibida para los maldivos, mientras que los residentes extranjeros pueden practicar su religión si lo hacen en privado y no animan a los locales a participar. Cualquier tipo de proselitismo está severamente reprimido.
Además, la bandera nacional muestra claramente una media luna blanca sobre un campo verde bordeado de rojo.
Hay unos 3000 cristianos (0,6% de la población) y unos 1000 budistas, principalmente en el sur (alrededor del 0,2% de la población). Los hindúes son entre 20 y 30. Según el Índice Mundial de Persecución Cristiana 2022, Maldivas es el decimosexto país que más persigue a los cristianos.
Está prohibido introducir en el país libros de religiones distintas al Islam, así como objetos como cruces, estatuillas de Buda o dioses hindúes, imágenes religiosas, alcohol, carne de cerdo, etc., incluso para uso personal. Cuando estos objetos se encuentran en el equipaje de los turistas que vienen a pasar unos días en las Maldivas, se confiscan en el aeropuerto, se guardan en una taquilla y se devuelven al propietario a su salida definitiva.

## Cultura

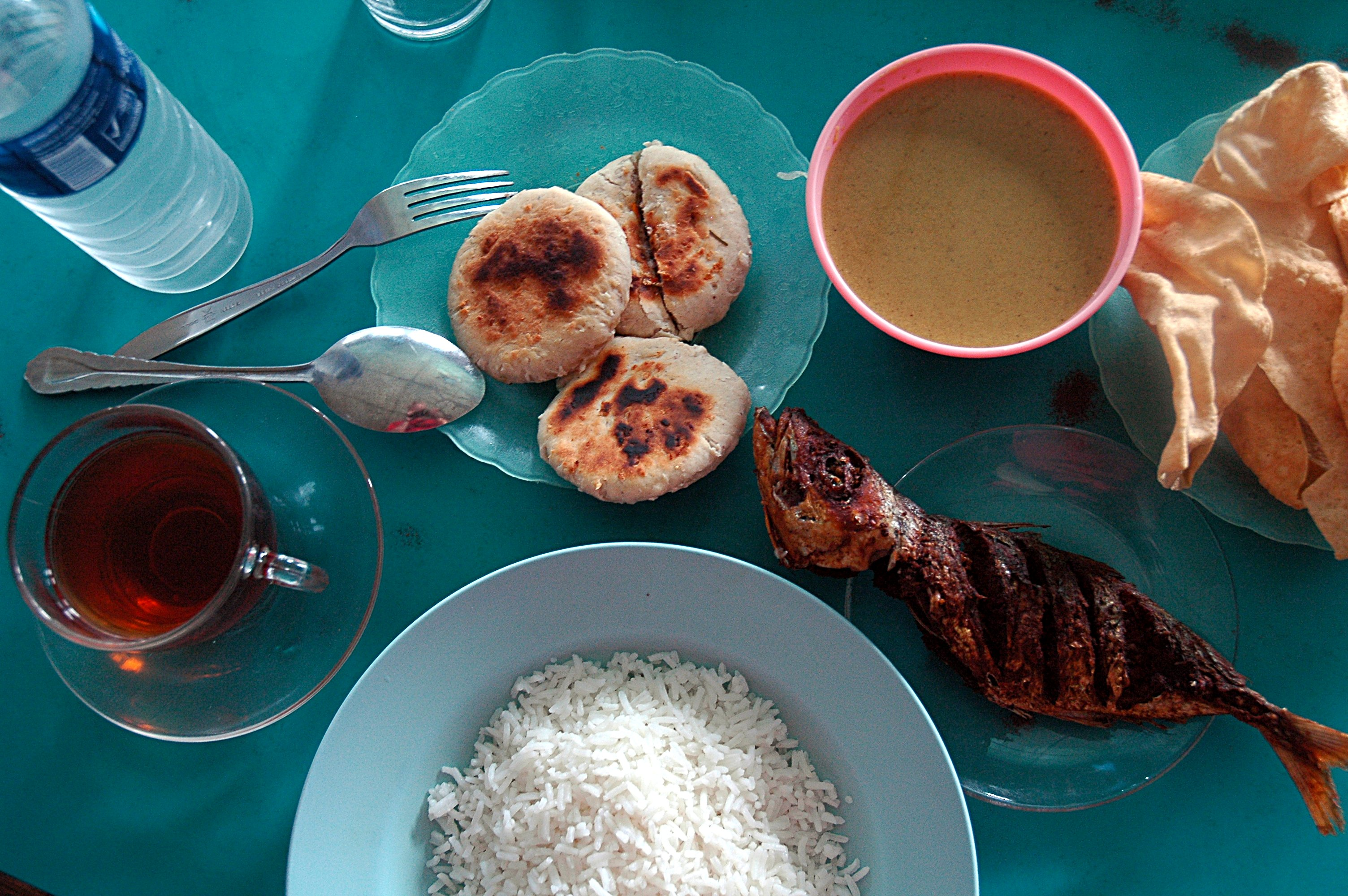
Una típica cena maldiva.

La cultura de las Maldivas proviene de diversas fuentes, la más importante de todas es su proximidad a las costas de Sri Lanka y la India del Sur. La población es mayoritariamente indoaria desde el punto de vista antropológico. La lengua es de origen indoiraní sánscrito, que apunta a una influencia posterior en el norte del subcontinente. El idioma Dhivehi está estrechamente relacionado con el idioma cingalés. Según las leyendas, la dinastía real que gobernó el país en el pasado tiene su origen allí. Es posible que estos antiguos reyes llevaran el budismo del subcontinente, pero no está claro.
En Sri Lanka existen leyendas similares, pero es improbable que los antiguos miembros de la realeza de las Maldivas trajeran el budismo a la isla, porque ninguna de las crónicas de Sri Lanka menciona a las Maldivas. Es poco probable que las antiguas crónicas de Sri Lanka no hayan mencionado las Maldivas, si estas fueran una rama de su reino que se habría extendido a las Islas Maldivas. Desde el siglo XII d. C. se encuentran influencias de Arabia en la lengua y la cultura de las Maldivas a consecuencia de la conversión general al islam en el siglo XII y su ubicación como cruce comercial en el océano Índico central. En la cultura de la isla hay pocos elementos de origen africano y de los esclavos traídos a la corte por la familia real y la nobleza de sus viajes a Arabia en el pasado.

### Folclore
En un sentido estrictamente folclórico, las danzas folclóricas en traje se acompañan de música tradicional interpretada con instrumentos de percusión, como el bodu beru o "gran tambor", el instrumento nacional de las Maldivas, el thaara, el bandiyaa jehun o el kadhaa maali. El conjunto de músicos suele estar formado por cuatro o cinco percusionistas que acompañan a los bailarines con ritmos claramente influenciados por la música africana. Los movimientos de los bailarines, inicialmente lentos y suaves, se vuelven cada vez más frenéticos a medida que aumenta el ritmo de la música. Los bodu beru, los mejores que se producen en el atolón de Felidhoo, se fabrican con los troncos huecos de los cocoteros y se cubren con la piel de la raya, un pez de la familia de las rayas.

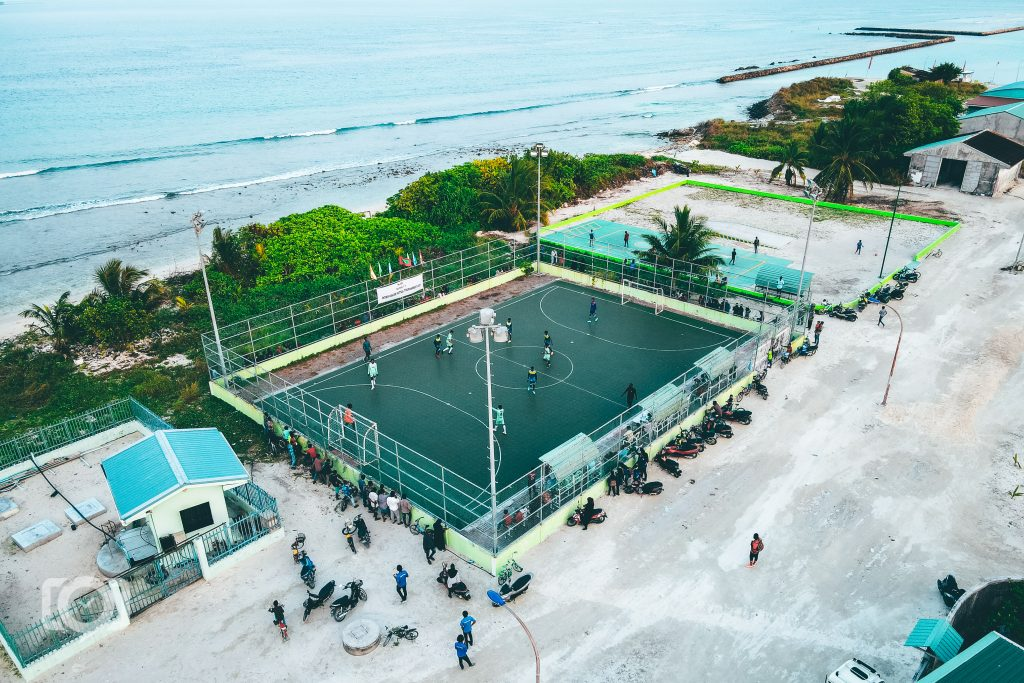
Un campo de fútbol sala en Maldivas

## Deporte
En Maldivas se practican multitud de deportes incluyendo el críquet, fútbol y deportes acuáticos.
Maldivas participó por primera vez en los Juegos Olímpicos en 1988. Desde entonces ha enviado atletas a competir en todos los Juegos Olímpicos de Verano, pero no ha participado en los Juegos Olímpicos de Invierno.
Hasta 2023, Maldivas no ha ganado ninguna medalla en los Juegos Olímpicos.
El Comité Olímpico Nacional de Maldivas fue creado en 1985 y reconocido por el Comité Olímpico Internacional ese mismo año.
El equipo nacional de críquet de Maldivas representa al país en el críquet internacional. Aunque no se convirtió en miembro afiliado del Consejo Internacional de Críquet (CCI) hasta 2001, ha participado en el Trofeo ACC en todas las ocasiones desde su creación en 1996. Nunca han pasado de la primera ronda del torneo. Se convirtió en miembro asociado en 2017.

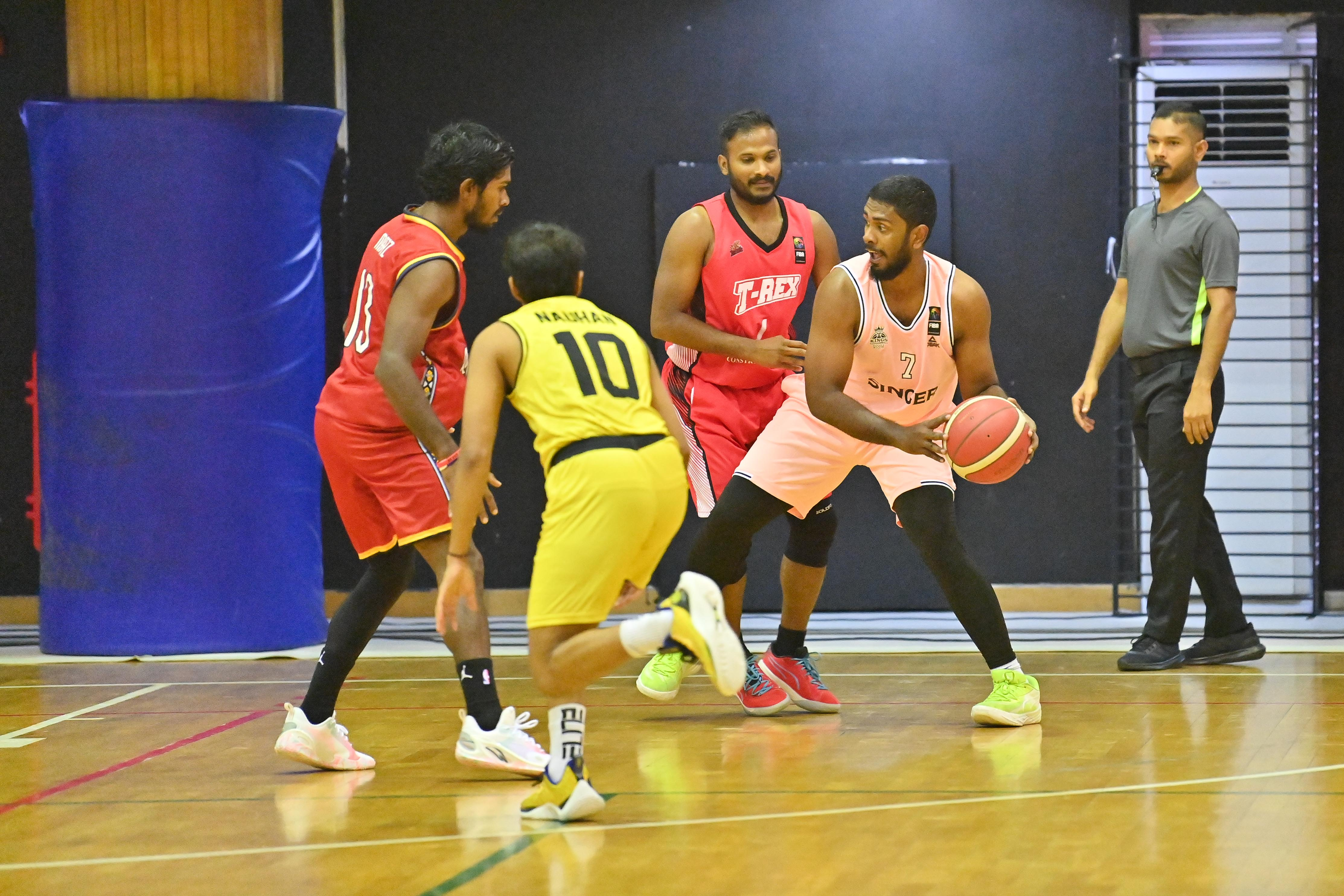
Un partido de Baloncesto en Malé

El fútbol en Maldivas está dirigido por la Asociación de Fútbol de Maldivas (FAM). La asociación administra la selección nacional de fútbol, así como la liga nacional. El fútbol es uno de los deportes más populares del país.
La Asociación de Fútbol de Maldivas (FAM), fundada en 1982, es el órgano rector del fútbol en Maldivas. La asociación, bajo la dirección del Ministerio de Juventud y Deportes, es responsable de todos los aspectos reglamentarios de este deporte en Maldivas. En 1986, la FAM se convirtió en miembro de la Confederación Asiática de Fútbol y de la FIFA, respectivamente.